# SpaceX星艦研發歷史
SpaceX星艦是一種完全可重複使用的運載火箭和航天器，由SpaceX開發。 SpaceX在2012年左右开始开发火星殖民系統（MCT，即星舰前身），火箭使用的猛禽火箭发动机则在2016年开始测试。SpaceX在2018年3月开始制造星艦的首个火箭原型。
- 截至2023年4月，星艦-24及助推器-7在首次軌道飛行測試中損毀；星艦-25～30，助推器-9～11原型機正陸續建造及測試中。

- 火星殖民運輸器（Mars Colonization Transport, MCT）2013年→行星際運輸系統（Interplanetary Tranport System, ITS）2016年→大獵鷹火箭（Big Falcon Rocket, BFR）2017年→星艦（Starship）2018年

## 背景
早在2007年，伊隆·马斯克就表示他个人的目标就是最终能让人类得以探索并殖民火星
。关于登陸火星的計畫架構在2011到2015年间被陸陸續續揭露開來，其中一份2014年的声明表示最初的殖民者到达火星的时间不會早于2025年
，時至2016年年中，此項计划仍然把这一日期定为不早于2025年。。
2011年，马斯克在一次采访中表示他希望在10~20年内把人类送上火星。 2012下半年，他表示他设想了一个人口达数万人的火星殖民地，而其中的殖民者到达火星的时间不早于2025年。
2012年10月，马斯克构思了一个高层面上的有关建造第二套运载能力远超猎鹰九号与猎鹰重型的可重复使用火箭系统的计划，而SpaceX已经在原先的系统上花费了数十亿美元。这款新运载火箭将会是对猎鹰九号火箭作出的的一次“演进”，而且将会大许多。但马斯克表示在2013年前SpaceX不会公开發表这项计划。
2013年6月，马斯克表示“在火星殖民运输器执行常规任务之前SpaceX不会进行IPO”。

## 行星際運輸系統

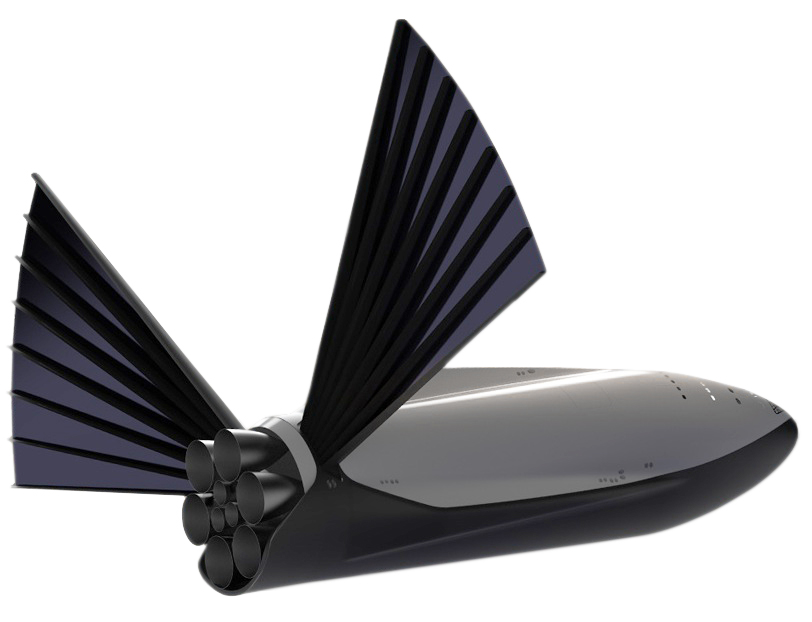
2016年的"行星際運輸系統"軌道飛行器概念圖

2015年初，马斯克表示他希望在年底发布有关火星殖民运输系统“全新架构”的细节。马斯克的这些计划最终因为一次SpaceX的发射意外被推迟，而SpaceX公司直到2015年十二月下旬才恢复发射

### 設計
2016年9月，马斯克公布了一项直徑達12米（39英尺）的大型運載火箭設計概念，並取名作行星際運輸系統（Interplanetary Transportation System，ITS）。該火箭将会专门用于行星际运输。同时马斯克还探討了未來SpaceX火星运输任务的整体细节。这其中包括ITS火箭的部分数据（芯級助推器直径、火箭結構材料、發動機数量及型號、推力、有效载荷能力等）；在軌推進劑加注技術；运输所需的大概时间和火星侧与地球侧基础设施的一部分。马斯克也表示，为了完成火星运输任务，SpaceX需要建造一组共三架飞行器(芯級助推器、上面級軌道飛行器、在軌推進劑補充用油輪)。
构成2016 ITS运载火箭概念的三种不同的火箭是：

#### 助推器
助推器的直徑為12 m（39 ft），高77.5 m（254 ft）。助推器由42台猛禽火箭發動機提供動力，總推力約為130 MN（29,000,000 lbf），是土星五號的幾倍。
助推器底部的外圈和內圈分別有21台和14台發動機，這35台發動機將不能調整方向。中心有七台可調整方向的發動機。助推器將調整方向中心的發動機及改變固定發動機的推力來改變方向。每台發動機的推力都能在額定推力的20％到100％之間變化。
助推器將在重新進入大氣層使用柵格翼，以控制姿態並微調著陸位置。助推器將會降落在發射台上。

#### 飛船
飛船是ITS系統的第二級，在與助推器分離後，飛船將點燃發動機進入預定軌道。飛船裝備6具真空發動機和3具用於降落的海平面發動機。
飛船共有以下的版本：
ITS空間飛行器，一个用于长期居住/载货的飛行器，作为火箭的上面級。
ITS油輪，另一个第二级，載荷空間全部用於裝載推進劑，為其他ITS飛行器在軌補充推進劑。

### 重複使用

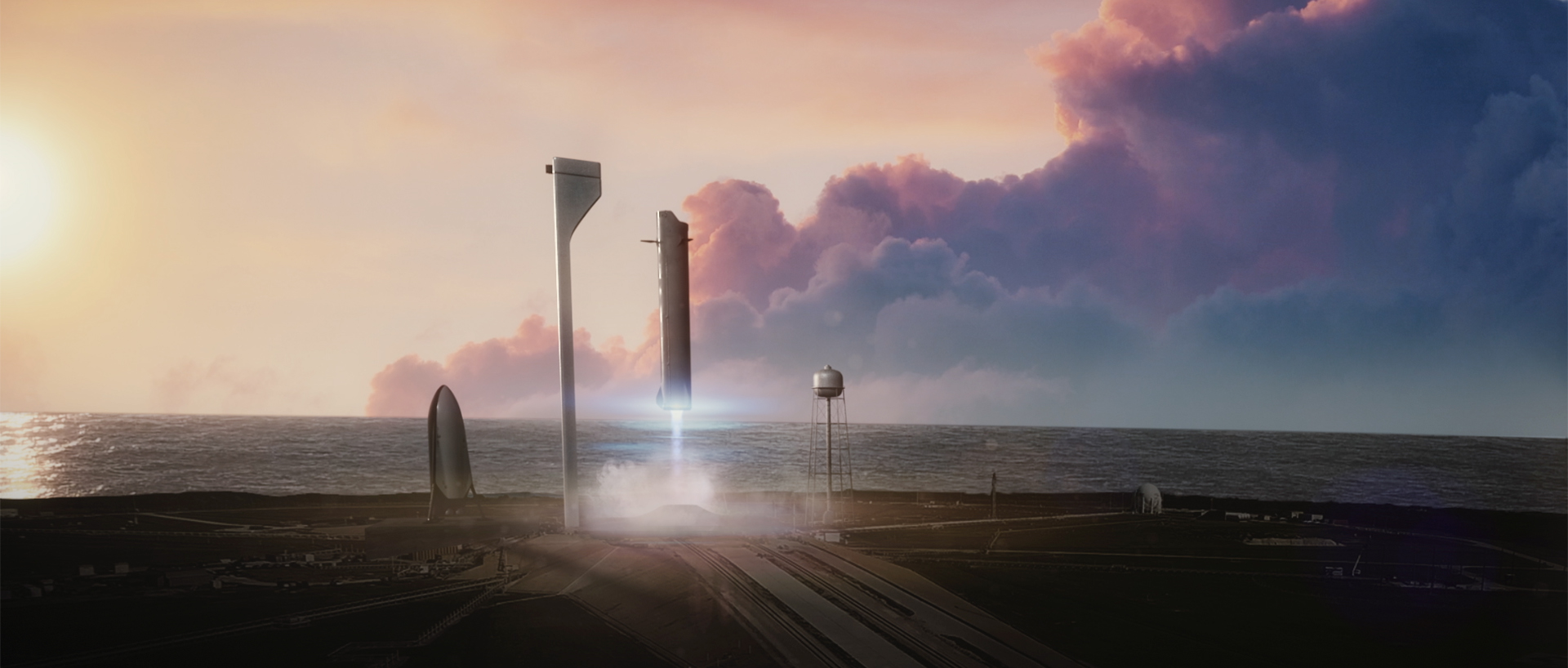
ITS助推器返回發射台概念圖

助推器和飛船均可完全並快速地重複使用，指在大幅降低發射成本。ITS系統將使用SpaceX以獵鷹九號開發的垂直降落技術。
2017年7月，馬斯克表示ITS的設計已經“改進了很多”。改進後的設計使該系統對大量的地球軌道和順式發射更為有利，這樣系統可以通過近地空間區域的航天經濟活動來收回成本。

## 大獵鷹火箭
2017年9月，在国际宇航大会第68届大会上，SpaceX公布了最新的火箭设计。马斯克在大会上说：“我们正在寻找正式的名称，但目前代称是BFR。” ，采用甲烷分级燃烧火箭发动机技术，最初会用于地球轨道和地月飞行环境，将来也可用于飞往火星的任务。
SpaceX于2017年修订的设计是一种直径为9米（30英尺）的碳复合材料技术火箭，它的后端包括一个小三角翼，其中一个是用于控制俯仰和滚转的分瓣。其三角翼和分裂襟翼能够扩大飞行包线，以使飞船能够在各种大气密度（无，薄或重的大气层）中降落，并可供各种有效载荷（小型，重型或无载荷）放置在飞船的鼻锥裏。该火箭的第二级有三种版本：BFS货运，BFS油轮和BFS载人。货物版本将用于发射卫星到低地球轨道 - 提供“比以前更为量大的撒土豆行为” - 还能运输货物到达月球和火星。在高椭圆形地球轨道上重新加油后，宇宙飞船的设计将使其能够一次性登陆月球并返回地球而无需再次加油。
此外，BFR系统在理论上被证明能够以快速地对地的方式运载乘客或货物，并在90分钟内将其有效载荷运送到地球上的任何地方。
截至2017年9月，猛禽火箭发动机已经过42次主发动机测试，共计有1200秒的测试点火时间。测试发动机在 20MPa（200bar; 2,900psi）压力下运行，而飞行发动机的室压目标则是25 MPa（250 bar; 3,600 psi），SpaceX预计在后续迭代中让发动机达到30 MPa的室压（300 bar; 4,400 psi）。
2017年11月，SpaceX总裁兼首席运营官Gwynne Shotwell表示，大约一半的BFR开发工作都集中在猛禽火箭发动机上。

## 星艦和超級重型
在2018年9月宣布的2023年月球环游任务计划中 - 名为#dearMoon  私人环游任务的星舰展示了第二级和星舰的新设计概念，其中有三个后鳍和两个前鸭鳍，用于大气进入，取代了在一年前显示的三角翼和分裂襟翼设计。修订后的BFR设计在第二级使用了七个相同尺寸的猛禽发动机; 与第一级使用的发动机型号相同。第二级设计在船头附近有两个小的驱动式鸭鳍，在底部有三个大鳍，其中两个将启动，所有三个都用作着陆腿。此外，SpaceX还在本月下半月表示他们“不再计划为Falcon 9升级可重复使用的第二级”。 BFR运载火箭的两个主要部分在11月份被赋予描述性名称：第二级/上面级的“星艦”和第一级/助推级的“超級重型”，马斯克指出“建造超級重型是为了远离地球的深重力井”（在其他行星或卫星可以不用第一级。）“

### 新的设计思路
2018年12月，在开始建造第一个碳复合材料测试部件九个月后，马斯克宣布将采取“违反直觉的新设计思路”：SpaceX主要用于制造火箭结构和推进剂罐的材料将是“相当重的......但非常坚固”的金属。这随后被证明是不锈钢。
继马斯克个人去到博卡奇卡的SpaceX南得克萨斯州发射场后，马斯克便透露，第一个星舰试验品“星斗”已经建造了几个星期。正如先前所想，星斗将由300系列不锈钢而非碳复合材料制成。根据马斯克的说法，使用不锈钢的原因是“不锈钢明显便宜，而且建造起来很快。它并不是最轻的，但它实际上是最轻的。如果你看一下高品质的属性不锈钢，不明显的是，在低温下，不锈钢的强度提高了50％。“300系列不锈钢的高熔点仍然意味着星舰的背风侧在重返大氣層时不需要绝缘陶瓦，而更热的迎风面将可以使用更少的绝缘陶瓦以隔绝热量。

在2019年5月，最終的星艦設計改為了六個猛禽引擎，其中三個設計在海平面發動，另外三個設計在真空發動。
马斯克還澄清說，第一批建造的Super Heavy助推器的发动机會少于全尺寸型的28台猛禽火箭发动机，这仅仅是因为早期试飞不需要那么多发动机，而且此举会减少在早期试飞中发生助推器故障时SpaceX的损失。

2021年7月，馬斯克再度公布星艦的最新改型，包括真空發動機數量增加至6具；全面換裝第二代猛禽發動機等。另外，艦體也會增長，其上部穹頂(Fwd. Dome)及通用穹頂(Common Dome)改為較扁平外型。而液態氧與液態甲烷降落用儲罐(Header tank)，則會集中佈置於鼻錐內(有別於舊型的分布在鼻錐內及通用穹頂)，以增加液氧及液態甲烷儲罐的容積。其餘改進特點包括: 
1. 鼻錐改用拉伸成型鋼板組裝，取代舊型的沖壓鋼板；不僅外型更加平滑簡潔，也有利於加快稱生產速度。
2. 前鴨翼尺寸將縮小，並更靠近艦體背風測，以優化再入大氣層時的氣動性能。

## 星艦測試

### 星虫测试
| 原型 | 建造开始时间 | 现状 | 退役/废弃/被摧毁时间 | 最高试飞高度 | 建造地点     | 备注           |
| ---- | ------------ | ---- | -------------------- | ------------ | ------------ | -------------- |
| 星蟲 | 2018年12月   | 退役 | 2019年8月            | 150m         | 德州博卡奇卡 | 现在作为观测站 |

| 飞行序列. | 时间 (UTC) | 原型 | 发射地点     | 试飞高度         | 结果 | 升空持续时间 |
| --------- | --- | ---- | ------------ | ---------------- | ---- | ------------ |
| 1         | 2019年4月5日 | 星虫 | 德州博卡奇卡 | ~ 1米（3英尺）   | 成功 |              |
| 1         | 此次试飞为系留限制试飞，使用的是单个猛禽引擎 （SN 2）。 |      |              |                  |      |              |
| 2         | 2019年7月25日 | 星虫 | 德州博卡奇卡 | 18米（59英尺）   | 成功 | ~ 22 秒      |
| 2         | 此次试飞是第一次无限制试飞，使用单个猛禽引擎（SN 6）。 |      |              |                  |      |              |
| 3         | 2019年8月27日 22:00 | 星虫 | 德州博卡奇卡 | 150米（490英尺） | 成功 | ~ 57 秒      |
| 3         | 此次试飞使用单架Raptor发动机（SN 6）。SpaceX在试飞直播中称其为“ 150米星虫测试”。此次发射后，星虫退役了，其中一些零件可重复用于其他测试。 此次发射获得了《太空新闻》奖“ 2019年度突破者之选”。 |      |              |                  |      |              |

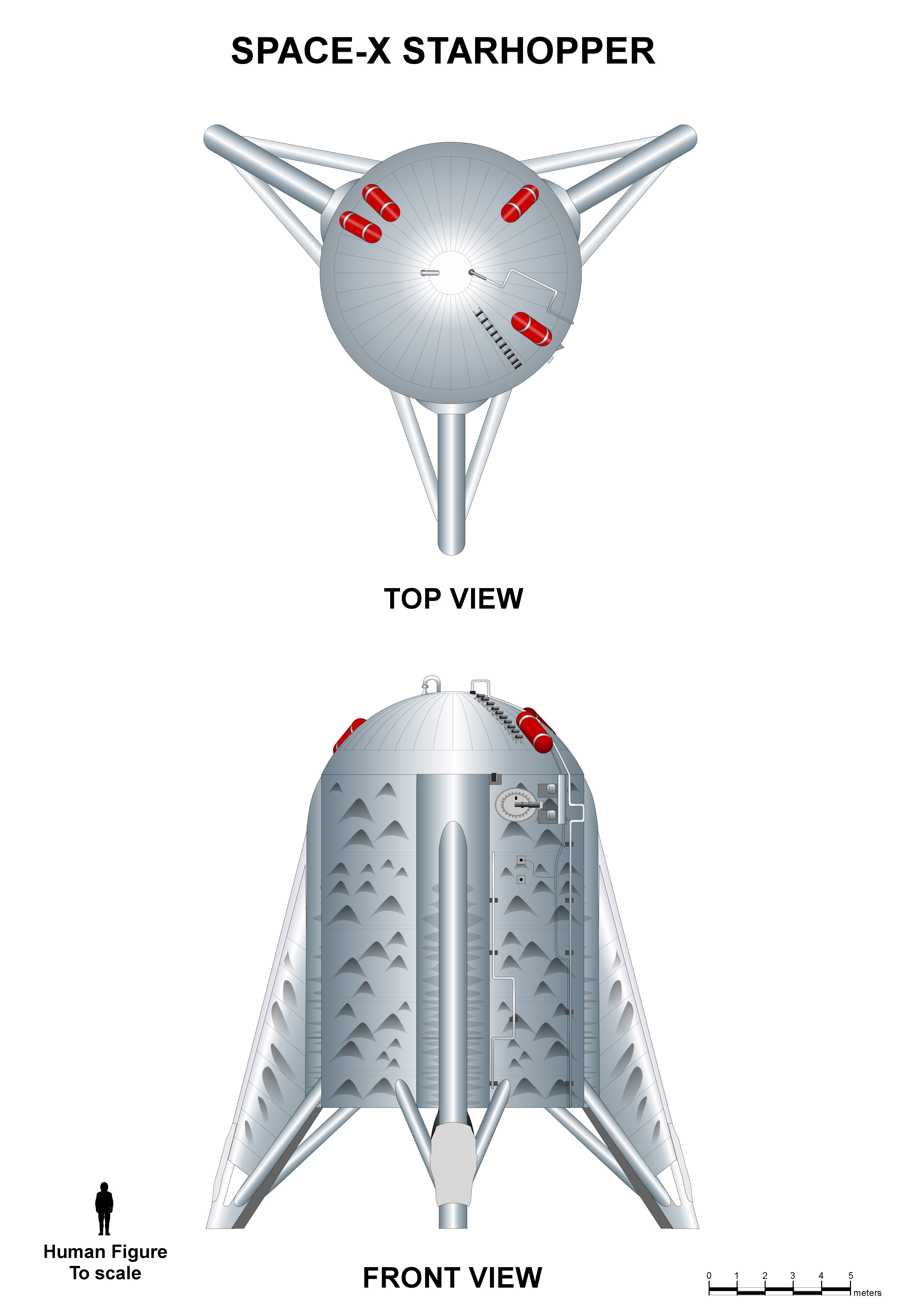
星虫

从2017年10月开始，BFR概念揭幕后的一个月，就有爱好者猜测火箭的飞行试验将从星舰的亚轨道跳跃开始，而初步的飞行测试最早会在2019年开始。到了2018年9月，第二级星舰的跳跃将在德克萨斯州布朗斯維爾附近的SpaceX南德克萨斯发射场进行。 SpaceX 于2018年11月向美国联邦通信委员会申请了一项实验无线电通信许可证，向美国联邦航空局申请了一项试验性许可证，以支持试飞计划，从许可上看，所有试飞都将保持在海拔5公里（16,000英尺）以下。 测试载具星舰和测试地点德克萨斯发射场都将在2018年底开始建造。
用于第一次试飞的星虫的主要结构，即是用于低空测试的星舰的缩减版本，它于2019 年1月10日建造完成。 1月的晚些时候，星虫遭遇了大风，大风损坏了鼻锥结构，而水塔结构和火箭支腿则保持了完整。随后SpaceX表示他们不会再做一个鼻锥，因为低速飞行测试不会用到鼻锥。

### 建造/測試進度表
在下表中：
"Mk"是 Mark （號）的縮寫
"SN"是 Serial Number（序列號）的縮寫
"TT"是 Test Tank的縮寫
"HTT"是 Header Test Tank的縮寫
"Ship-XX" 是星艦自SN20開始改用的新代號
| 原型                | 建造開始時間                   | 現狀     | 退役/廢棄/被摧毁時間 | 最高試飛高度          | 建造地點           | 備註                                                                                        |
| ------------------- | ------------------------------ | -------- | -------------------- | --------------------- | ------------------ | ------------------------------------------------------------------------------------------- |
| 星艦Mk1             | 2018年12月                     | 部分損壞 | 2019年11月           | 從未飛行              | 德州博卡奇卡       | 已損壞並報廢                                                                                |
| 星艦Mk2             | 2018年12月 – 2019年5月（估计） | 廢棄     | 2019年11月           | 從未飛行              | 佛羅里達州可可海岸 | 停止建造並報廢                                                                              |
| 星舰SN1             | 2019年10月（估計）             | 徹底損壞 | 2020年3月            | 從未飛行              | 德州博卡奇卡       | 已損壞並報廢                                                                                |
| 星舰MK4             | 2019年9月（估计）              | 廢棄     | 2019年11月           | 从未飞行              | 佛羅里達州可可海岸 | 停止建造並被報廢                                                                            |
| 測試燃料箱TT1       | 2020年1月                      | 徹底損壞 | 2020年1月            | 从未飞行              | 德州博卡奇卡       | 已損壞並報廢                                                                                |
| 測試燃料箱LOX HTT   | 2020年1月                      | 退役     | 2020年1月            | 从未飞行              | 德州博卡奇卡       | 成功進行數小時加壓測試後退役                                                                |
| 測試燃料箱TT2       | 2020年1月                      | 徹底損壞 | 2020年1月29日        | 从未飞行              | 德州博卡奇卡       | 已損壞並報廢                                                                                |
| 星舰SN2             | 2020年2月                      | 退役     | 2020年3月            | 从未飞行              | 德州博卡奇卡       | 在加壓測試後退役                                                                            |
| 星舰SN3             | 2020年3月                      | 部分損壞 | 2020年4月            | 從未飛行              | 德州博卡奇卡       | 已损坏并报废                                                                                |
| 星舰SN4             | 2020年3月                      | 徹底損壞 | 2020年5月            | 从未飞行              | 德州博卡奇卡       | 已损坏并报废                                                                                |
| 星舰SN5             | 2020年4月                      | 退役     | 2021年1月            | 150m                  | 德州博卡奇卡       | 成功150m飞行                                                                                |
| 星舰SN6             | 2020年4月                      | 退役     | 2021年1月            | 150m                  | 德州博卡奇卡       | 成功150m飞行，已拆除                                                                        |
| 星舰SN7             | 2020年5月                      | 彻底损坏 | 2020年6月23日        | 不會飛行              | 德州博卡奇卡       | TT, 已损坏并报废                                                                            |
| 星舰SN7.1           | 2020年7月                      | 彻底损坏 | 2020年9月23日        | 不會飛行              | 德州博卡奇卡       | TT, 已損壞並報廢                                                                            |
| 星舰SN7.2           | 2020年12月                     | 測試成功 | 不適用               | 不會飛行              | 德州博卡奇卡       | TT, 固定於測試架上，用於3mm不鏽鋼的結構測試。已退役拆解。                                   |
| 星舰SN8             | 2020年7月                      | 徹底損毀 | 2020年12月10日       | 12.5km                | 德州博卡奇卡       | 12.5km飛行測試中損毀                                                                        |
| 星舰SN9             | 2020年8月                      | 徹底損毀 | 2021年2月2日         | 10km                  | 德州博卡奇卡       | 10km飛行測試中損毀                                                                          |
| 星舰SN10            | 2020年9月                      | 徹底損毀 | 2021年3月3日         | 10km                  | 德州博卡奇卡       | 10km飛行測試，著陸後爆炸損毀                                                                |
| 星舰SN11            | 2020年9月                      | 徹底損毀 | 2021年3月30日        | 10km                  | 德州博卡奇卡       | 10km飛行測試中損毀                                                                          |
| 星舰SN12            | 2020年10月                     | 報廢     | 2021年1月            | 從未飛行              | 德州博卡奇卡       | 報廢解體，鼻錐改裝為壓力測試鼻錐，現已被拆解                                                |
| 星舰SN13            | 2020年10月（估計）             | 報廢     | 2021年1月            | 從未飛行              | 德州博卡奇卡       | 停止建造，工作重心轉向SN15+                                                                 |
| 星舰SN14            | 2020年10月                     | 報廢     | 2021年1月            | 從未飛行              | 德州博卡奇卡       | 停止建造，工作重心轉向SN15+                                                                 |
| 星舰SN15            | 2020年11月                     | 報廢     | 2023年7月26日        | 10km                  | 德州博卡奇卡       | 10km測試成功後，退役作展示機。本艦現已報廢拆解。                                            |
| 星艦SN16            | 2020年12月                     | 報廢     | 2021年5月16日        | 從未飛行              | 德州博卡奇卡       | 超音速飛行測試取消。已報廢並運至廢料場拆解。                                                |
| 星艦SN17            | 2020年12月                     | 報廢     | 2021年5月            | 從未飛行              | 德州博卡奇卡       | 停止建造，推進段箭體報廢拆解。鼻錐部分用於貨艙門測試。                                      |
| 星艦SN18            | 2021年1月                      | 報廢     | 2021年3月            | 從未飛行              | 德州博卡奇卡       | 停止建造，工作重心轉向SN20+。鼻錐部分完成貨艙門測試後解體。                                 |
| 星艦SN19            | 2021年2月                      | 報廢     | 2021年3月            | 從未飛行              | 德州博卡奇卡       | 停止建造，工作重心轉向SN20+                                                                 |
| 最大動壓測試鼻錐    | 2021年3月                      | 退役     | 2021年5月11日        | 不會飛行              | 德州博卡奇卡       | 原SN12鼻錐，壓力測試已完成，現被拆解。                                                      |
| 星艦-20/Ship-20     | 2021年3月                      | 退役     | 2021年5月11日        | 從未飛行              | 德州博卡奇卡       | 原首架軌道原型機，完成地面測試後退役。已永久停放於展示區。                                  |
| 星艦-21/Ship-21     | 2021年5月                      | 報廢     | 2022年4月15日        | 從未飛行              | 德州博卡奇卡       | 第二架軌道原型機。已退役拆解；鼻錐已轉用於"星艦-22"。                                       |
| 星艦-22/Ship-22     | 2021年9月                      | 報廢     | 2022年2月20日        | 從未飛行              | 德州博卡奇卡       | 第三架軌道原型機，完成組裝後退役。現已報廢拆解，鼻錐轉用於試製登月星艦鼻錐。                |
| 星艦-23/Ship-23     | 2021年10月                     | 報廢     | 2022年1月            | 從未飛行              | 德州博卡奇卡       | 停止建造，工作重心轉向S24+                                                                  |
| 星艦-24/Ship-24     | 2021年12月                     | 徹底損毀 | 2023年4月20日        | 軌道飛行測試          | 德州博卡奇卡       | 首架軌道星艦。成功發射，即將入軌時失控，隨後自毀。                                          |
| 星艦-24.2/Ship-24.2 | 2023年7月                      | 組裝完成 | 不適用               | 預備(結構測試)        | 德州博卡奇卡       | 新測試儲罐。高倉組裝完成後推出，並轉移進中倉。                                              |
| 星艦-25/Ship-25     | 2022年2月                      | 徹底損毀 | 2023年11月18日       | 軌道飛行測試(~150 km) | 德州博卡奇卡       | 第二架軌道星艦。在入軌前失去遙測，被飛行終止系統摧毀。                                      |
| 星艦-26/Ship-26     | 2022年5月                      | 等待測試 | 不適用               | 預備(未知測試)        | 德州博卡奇卡       | 第三架軌道星艦。"測試台B"上，預備發動機測試。                                               |
| 星艦-26.1/Ship-26.1 | 2022年9月                      | 報廢     | 2023年9月20日        | 預備(結構測試)        | 德州博卡奇卡       | 結構測試儲罐。第二次低溫測試中計畫性摧毀。                                                  |
| 星艦-27/Ship-27     | 2022年6月                      | 報廢     | 2023年7月20日        | 從未飛行              | 德州博卡奇卡       | 原第四架軌道星艦。變更為結構測試機，已完成測試並退役報廢。                                  |
| 星艦-28/Ship-28     | 2022年7月                      | 等待測試 | 不適用               | 預備(軌道飛行測試)    | 德州博卡奇卡       | 第五架軌道星艦。完成靜態點火測試，目前停放於亞軌道發射台B上。                               |
| 星艦-29/Ship-29     | 2022年10月                     | 組裝完成 | 不適用               | 預備(軌道飛行測試)    | 德州博卡奇卡       | 第六架軌道星艦。高倉中組裝完成。                                                            |
| 星艦-30/Ship-30     | 2022年12月                     | 組裝完成 | 不適用               | 預備(軌道飛行測試)    | 德州博卡奇卡       | 第七架軌道星艦。 高倉內，已組裝完成。                                                       |
| 星艦-31/Ship-31     | 2023年5月                      | 組裝中   | 不適用               | 預備(軌道飛行測試)    | 德州博卡奇卡       | 第八架軌道星艦。高倉組裝中。                                                                |
| 星艦-32/Ship-32     | 2023年5月                      | 暫停建造 | 不適用               | 預備(軌道飛行測試)    | 德州博卡奇卡       | 第九架軌道星艦。已暫停建造。                                                                |
| 星艦-33/Ship-33     | 2023年5月                      | 暫停建造 | 不適用               | 預備(軌道飛行測試)    | 德州博卡奇卡       | 第十架軌道星艦。已暫停建造。                                                                |
| 星艦-34/Ship-34     | 2023年6月                      | 報廢     | 2023年6月7日         | 從未飛行              | 德州博卡奇卡       | 第十一架軌道星艦。已取消建造，未完工的鼻錐被報廢拆解。                                      |
| 星艦-35/Ship-35     | 2023年6月                      | 報廢     | 2023年6月7日         | 從未飛行              | 德州博卡奇卡       | 第十二架軌道星艦。已取消建造，未完工的鼻錐被報廢拆解。                                      |
| 星艦-36/Ship-36     | 2023年6月                      | 報廢     | 2023年6月7日         | 從未飛行              | 德州博卡奇卡       | 第十三架軌道星艦。已取消建造，未完工的鼻錐被報廢拆解。                                      |
| 星艦-37/Ship-37     | 2023年6月                      | 報廢     | 2023年6月7日         | 從未飛行              | 德州博卡奇卡       | 第十四架軌道星艦。已取消建造，未完工的鼻錐被報廢拆解。                                      |
| 試製HLS測試鼻錐     | 2023年7月                      | 等待測試 | 不適用               | 不會飛行              | 德州博卡奇卡       | 試製HLS登月星艦鼻錐。由報廢的"星艦-22"鼻錐改造而成，現被運至"Massey's Site"測試場等待測試。 |

| 飞行次序 | 时间（UTC）                                                                                        | 原型    | 海平面發動機編號 | 真空發動機編號 | 试飞地点     | 试飞高度     | 試飛時間 | 结果         |
| -------- | -------------------------------------------------------------------------------------------------- | ------- | ---------------- | -------------- | ------------ | ------------ | -------- | ------------ |
| 1        | 2020年8月4日23:57                                                                                  | SN5     | RSN27            | 不適用         | 德州博卡奇卡 | 150m         | ~45秒    | 成功         |
| 1        | 此次试飞使用单台海平面猛禽发动机。                                                                 |         |                  |                |              |              |          |              |
| 2        | 2020年9月3日18:47                                                                                  | SN6     | RSN29            | 不適用         | 德州博卡奇卡 | 150m         | ~45秒    | 成功         |
| 2        | 此次试飞使用单台海平面猛禽发动机。                                                                 |         |                  |                |              |              |          |              |
| 3        | 2020年12月10日22:40                                                                                | SN8     | RSN30, 36, 42    | 不適用         | 德州博卡奇卡 | 12,500m      | ~6分42秒 | 大部分成功   |
| 3        | 此次试飞使用三台海平面猛禽发动机，降落速度太快導致箭体损毁。                                       |         |                  |                |              |              |          |              |
| 4        | 2021年2月2日20:25                                                                                  | SN9     | RSN45, 48, 49    | 不適用         | 德州博卡奇卡 | 10,000m      | ~6分26秒 | 大部分成功   |
| 4        | 此次測試使用三台海平面猛禽發動機，降落時一具發動機點火失敗導致失控墜毀。                           |         |                  |                |              |              |          |              |
| 5        | 2021年3月3日23:15                                                                                  | SN10    | RSN39, 50, 51    | 不適用         | 德州博卡奇卡 | 10,000m      | ~6分29秒 | 大部分成功   |
| 5        | 此次測試使用三台海平面猛禽發動機并成功軟著陸，但隨後箭體發生爆炸並損毀。                           |         |                  |                |              |              |          |              |
| 6        | 2021年3月30日13:00                                                                                 | SN11    | RSN46, 47, 52    | 不適用         | 德州博卡奇卡 | 10,000m      | ~5分49秒 | 失敗         |
| 6        | 此次測試使用三台海平面猛禽發動機，降落過程中發動機損毀導致空中爆炸解體。                           |         |                  |                |              |              |          |              |
| 7        | 2021年5月5日22:24                                                                                  | SN15    | RSN54,61,66      | 不適用         | 德州博卡奇卡 | 10,000m      | ~6分9秒  | 成功         |
| 7        | 此次測試使用三台改良版海平面猛禽發動機。飛行測試成功後退役作展示機，於2年後的2023年7月份報廢拆解。 |         |                  |                |              |              |          |              |
| 9        | 已取消                                                                                             | SN15    | 不適用           | 不適用         | 德州博卡奇卡 | >=10,000m    | 不適用   | 計劃取消     |
| 9        | 此為曾經規劃的第二次飛行測試，後來隨著本艦宣布退役而取消。                                         |         |                  |                |              |              |          |              |
| 9        | 取消                                                                                               | SN16    | 不適用           | 不適用         | 德州博卡奇卡 | >=10,000m    | 不適用   | 計劃取消     |
| 9        | 此為曾經規劃的超音速飛行測試，後來因SN16提前退役拆解而取消。                                       |         |                  |                |              |              |          |              |
| 10       | 退役                                                                                               | Ship-20 | 不適用           | 不適用         | 德州博卡奇卡 | 不適用       | 不適用   | 退役         |
| 10       | "星艦-20"在完成地面測試後退役；永久停放於展示區。                                                  |         |                  |                |              |              |          |              |
| 11       | 退役                                                                                               | Ship-21 | 取消             | 取消           | 德州博卡奇卡 | 軌道飛行     | 不適用   | 報廢         |
| 11       | "星艦-21"已退役拆解。                                                                              |         |                  |                |              |              |          |              |
| 12       | 退役                                                                                               | Ship-22 | 不適用           | 不適用         | 德州博卡奇卡 | 軌道飛行     | 不適用   | 報廢         |
| 12       | "星艦-22"已退役並報廢拆解。                                                                        |         |                  |                |              |              |          |              |
| 13       | 已取消                                                                                             | Ship-23 | 已取消           | 不適用         | 德州博卡奇卡 | 軌道飛行     | 不適用   | 取消建造     |
| 13       | 本艦已取消艦造，重心轉向S24+。                                                                     |         |                  |                |              |              |          |              |
| 14       | 2023年4月20日                                                                                      | Ship-24 | 未知             | 不適用         | 德州博卡奇卡 | 軌道飛行     | 不適用   | 報廢         |
| 14       | 改良版星艦。成功發射升空，但由於助推器的發動機失效；導致其於入軌前失控旋轉，最後空中自毀解體。     |         |                  |                |              |              |          |              |
| 15       | 未知                                                                                               | Ship-25 | 未知             | 未知           | 德州博卡奇卡 | 軌道飛行     | 不適用   | 測試暫停     |
| 15       | 改良版星艦。此次測試使用3具第二代海平面猛禽及3具改良版真空猛禽。                                   |         |                  |                |              |              |          |              |
| 16       | 未知                                                                                               | Ship-26 | 未知             | 未知           | 德州博卡奇卡 | 測試項目未知 | 不適用   | 預備測試     |
| 16       | 改良版星艦。本艦測試項目暫時未知(無尾翼、前鴨翼及隔熱瓦)。                                         |         |                  |                |              |              |          |              |
| 17       | 已取消                                                                                             | Ship-27 | 不適用           | 不適用         | 德州博卡奇卡 | 軌道飛行     | 不適用   | 報廢         |
| 17       | 改良版星艦。本艦變更為結構測試機，且已完成測試並報廢。                                             |         |                  |                |              |              |          |              |
| 18       | 未知                                                                                               | Ship-28 | 未知             | 未知           | 德州博卡奇卡 | 軌道飛行     | 不適用   | 預備地面測試 |
| 18       | 改良版星艦。此次測試使用3具第二代海平面猛禽及3具改良版真空猛禽。                                   |         |                  |                |              |              |          |              |
| 19       | 未知                                                                                               | Ship-29 | 未知             | 未知           | 德州博卡奇卡 | 軌道飛行     | 不適用   | 建造中       |
| 19       | 改良版星艦。此次測試使用3具第二代海平面猛禽及3具改良版真空猛禽。                                   |         |                  |                |              |              |          |              |
| 20       | 未知                                                                                               | Ship-30 | 未知             | 未知           | 德州博卡奇卡 | 軌道飛行     | 不適用   | 暫停建造     |
| 20       | 改良版星艦。此次測試使用3具第二代海平面猛禽及3具改良版真空猛禽。                                   |         |                  |                |              |              |          |              |

### 建造/測試時間軸---亞軌道/軌道星艦原型機

#### TT1、TT2、LOX HTT及最大動壓測試鼻錐
- 2020年1月，TT1、TT2及LOX HTT開始建造，均用作測試不鏽鋼結構與設計。

- 2020年1月10日，TT1進行壓力測試，最高達到7.1 bar的壓力，最後因壓力過大爆炸而徹底損壞。

- 2020年1月24日，LOX HTT進行一次壓力測試，并成功維持壓力數小時，在此次測試後正式退役。

- 2020年1月27日，TT2進行第一次環境壓力測試，最終達到高7.5bar的壓力，隨後發生泄漏，但獲得修復。

- 2020年1月29日，TT2成功通過低溫驗證測試，同時進行極限壓力測試，最終達到8.5bar後爆炸摧毀。

- 2021年4月，最大動壓測試鼻錐（下稱鼻錐）完成建造。

- 2021年4月22日，鼻錐移至測試區預備進行測試。

- 2021年5月11日，鼻錐完成測試，並移至高倉拆解。[58]

#### SN1
- 2019年12月，馬斯克宣布將Mk3重新命名為“SN1”，並計畫建造原型至少到SN20（現稱S20）。馬斯克還表示，他們將會改變星艦的生產方式。新的生產方式可確保接頭更牢固，質量減少20％。[59]

- 2020年2月，SN1建造完成並轉移到測試台。

- 2020年2月29日，SN1測試時發生爆炸，儲罐被爆炸所產生的推力向上推進了幾十米高，處於上面的儲罐落地後引發了二次爆炸，儲罐被徹底摧毀並報廢。馬斯克表示，火箭底部出現設計錯誤，導致爆炸。因此，SpaceX團隊重新設計了火箭底部。[60]

#### SN2(已退役)
- SN1爆炸事件後，SpaceX團隊調整了他們對SN2的測試計劃。[61]

- 2020年2月，SN2開始建造。

- 2020年3月，建造完成。SN2是一個較短的儲罐，用於測試新設計的火箭底部。

- 2020年3月8日，SN2在加壓測試後退役；並固定在生產基地內一座倉庫附近的混凝土基座上，作為小型水塔。[62]

- 2022年1月4日，SN2報廢。隨後被吊離基座，運往廢料場拆解。

#### SN3（已损毁）
- 2020年3月，馬斯克表示SN3被計劃用於靜態點火測試和短暫試飛。[63]

- 2020年3月5日，开始建造。

- 2020年3月25日，接近完成。

- 2020年4月3日，SN3儲罐部分在壓力測試中被摧毀。從影片來看，正在加壓中的甲烷儲罐將下方空載的液氧儲罐壓垮了，馬斯克稱這是由於測試配置失誤導致的[64]。其中SN3的引擎部分損毁較小，已重複用於SN4。

#### SN4（已损毁）
- 2020年3月25日，开始建造。

- 2020年4月18日，储罐整合完毕。

- 2020年4月23日，转移到测试台。

- 2020年4月27日，通過了環境壓力測試\[65]及低溫加压測試[66]。

- 2020年5月5日，進行了首次靜態點火測試。

- 2020年5月7日，進行了第二次靜態點火測試，長達4秒。

- 2020年5月10日，通過了第二次低溫加压測試。

- 2020年5月19日，進行了第三次靜態點火測試，而SN4的150米跳躍的準備工程也即將完成。

- 2020年5月28日，進行了第四次靜態點火測試。[67]

- 2020年5月29日，SN4進行了第五次靜態點火測試後發生爆炸，储罐被彻底摧毁并报废。其測試臺A亦受波及徹底損毀。[56]

#### SN5（退役拆解）
- 2020年4月12日，所有三个穹顶已经接近完成。

- 2020年5月13日，储罐部分建造完毕。

- 2020年6月25日，转移到测试台。

- 2020年7月1日，通過了环境压力测试及低溫加压測試。

- 2020年7月30日，進行了首次靜態點火測試。

- 2020年8月4日，首次150m试飞成功。[68]

- 2021年1月6日，開始拆除。

- 2021年1月11日，完成拆除。

- 目前，已拆解的SN5、SN6艙段一直放置在廢料場。[69]

#### SN6（退役拆解）
- 2020年4月24日，有证据[70]表明SN6已经开始建造。

- 2020年5月25日，开始整合储罐。

- 2020年6月16日，储罐部分建造完毕。

- 2020年8月13日，转移到测试台。

- 2020年8月24日，進行了首次靜態點火測試。

- 2020年9月3日，進行了首次150m短距跳躍試飛成功。

- 2021年1月6日，開始拆除。

- 2021年1月11日，完成拆除。

#### SN7（已损毁）
- SN7和SN7.1是用來測試304L不銹鋼強度的測試儲罐。

- 2020年5月27日，开始建造。

- 2020年6月11日，储罐整合完毕。SN7是用來測試304L不銹鋼強度的測試儲罐。

- 2020年6月17日，進行了低溫加压測試。

- 2020年6月24日，SN7在進行第二次低溫加压測試中被摧毁。

#### SN7.1（已损毁）
- 2020年7月3日，開始建造。

- 2020年8月30日，建造完畢。

- 2020年9月7日，轉移到測試台。

- 2020年9月23日，SN7.1在進行低溫加壓測試中被計畫性摧毁。

#### SN7.2（報廢）
- SN7.2是使用全新3mm不鏽鋼製造的測試儲罐。

- 2021年1月20日，轉移到測試台

- 2021年1月26日，低溫加壓測試完成。

- 2021年3月15日，SN7.2被運回生產基地退役拆解。

- 2021年6月3日，SN7.2報廢，移往了廢料場拆解。[71]

#### SN8（已損毀）
- SN8和SN9用於高空和高速測試的原型機，它們擁有完整的鼻錐和襟翼。

- 2020年7月10日，有證據表明SN8已經開始建造。

- 2020年8月5日，開始整合储罐。

- 2020年8月27日，储罐部分整合完毕。

- 2020年9月23日，储罐部分裝上後翅片。

- 2020年9月26日，转移到测试台。

- 2020年10月6日，進行了低溫加压測試。

- 2020年10月7日，進行了第二次低溫加壓測試。

- 2020年10月13日，鼻錐部分裝上鴨翼。

- 2020年10月19日，鼻錐部分整合完毕。

- 2020年10月20日，進行了首次靜態點火測試。

- 2020年10月22日，鼻錐部分與储罐部分結合，SN8建造完毕。

- 2020年11月11日，進行了第二次靜態點火測試。

- 2020年11月13日，進行了第三次靜態點火測試,但這次測試導致引擎損壞。

- 2020年11月24日，進行了第四次靜態點火測試。

- 2020年12月10日，在12.5km飛行測試中，三具猛禽發動機（SN30，36，42）按計劃地逐一關閉。在達到了計劃的高度後，SN8順利地運用襟翼控制下降。在降落過程中，燃料箱的壓力過低，導致兩具發動機自燃融化並先後關閉，並導致降落速度過高撞地爆炸，SN8徹底損毀。[72]儘管降落失敗，SpaceX表示已經獲得所需數據。[73]

#### SN9（報廢）
- 2020年8月15日，開始建造。

- 2020年9月14日，開始整合储罐。

- 2020年10月3日，儲罐部分整合完畢。

- 2020年11月1日，儲罐部分裝上後翅片。

- 2020年11月20日，鼻錐部分裝上鴨翼。

- 2020年11月22日，鼻錐部分整合完毕。

- 2020年11月26日，鼻錐部分與储罐部分結合。

- 2020年12月11日，支撐SN9的脚架在高艙中倒塌，導致SN9一面襟翼損毀，隨後使用SN10已安裝的襟翼作替換。

- 2020年12月22日，转移到测试台。

- 2020年12月29日，進行了低溫加压測試。

- 2021年1月6日，進行了首次靜態點火測試。

- 2021年1月13日，一天內進行了三次靜態點火測試。馬斯克指出有兩台猛禽發動機出現輕微損毀，需要進行替換（SN44，另外一台未被確定）。同日，SN9原定計劃將會進行12.5km飛行測試，隨後降低原定計劃飛行高度至10km。

- 2021年1月21日，進行了第五次靜態點火測試。

- 2021年1月22日，進行了第六次靜態點火測試。

- 2021年1月25日，SpaceX再度更改飛行高度至12.5km。

- 2021年1月27日，SpaceX最終確定飛行高度為10km。

- 2021年2月3日，在10km飛行測試中，三台猛禽發動機按計劃地逐一關閉（SN45，48，49）。在達到了計劃的高度後，SN9順利地運用襟翼控制下降。在降落過程中，其中一台引擎燃點失敗，導致SN9失控墜毀，SN9徹底損壞。

#### SN10（報廢）
- 2020年9月2日，开始建造。

- 2020年10月14日，开始整合储罐。

- 2020年11月4日，储罐部分整合完毕。

- 2020年12月19日，鼻錐部分整合完毕。

- 2021年1月2日，鼻錐部分與储罐部分結合。

- 2021年1月29日，转移到测试台。此时SN9正在测试台B上等待发射，这亦是首次星艦原型同時被放置在測試台A和B。

- 2021年2月8日，SN10完成低溫加壓測試。2021年2月23日，SN10進行第一次靜態點火測試，隨後馬斯克表示一具猛禽發動機出現問題並更換至RSN51。

- 2021年3月3日: 飛行高度定為10km。 原定於晚間8點的測試；在點火時發現一具發動機推力異常，進而在不足1秒緊急關閉。三小時後，飛行測試按計劃進行，三台猛禽發動機按計劃逐一關閉（SN39，50，51）。抵達計劃高度後，順利運用襟翼控制下降；在進行翻直程序準備著陸時，半數著陸腿在展開後意外鬆脫未順利固定。馬斯克也表示，由於頂部的液態甲烷儲罐內部分加壓用氦氣被吸入發動機[74]，致使推力下降，讓SN10最終以10m/s的速度重落地，故障的著陸腿多半被壓碎；箭體底部受損並起火。由於著陸位置偏離嚴重，使得著陸平台上的自動滅火裝置無法有效滅火。最終，火勢在延燒8分鐘左右，引燃了從箭底泄漏的剩餘甲烷燃料，導致了劇烈爆炸[75]，SN10在瞬間騰空後墜地徹底損壞。

#### SN11（報廢）
- 2020年9月9日，开始建造。

- 2020年11月5日，开始整合储罐。

- 2020年12月28日，储罐部分整合完毕。

- 2021年1月29日，鼻錐部分整合完毕。

- 2021年3月8日，SN11歷時2小時51分鐘轉移至測試台B，並發現其三具猛禽發動機已經完成安裝[76]。

- 2021年3月11日，SN11完成低溫加壓測試。

- 2021年3月15日，SN11進行靜態點火測試，但其中一台發動機點火後便立即中止測試。

- 2021年3月22日，SN11成功進行靜態點火測試。

- 2021年3月25日凌晨，SpaceX為SN11替換其中一台猛禽發動機至SN46。

- 2021年3月26日早上8點，SN11進行第二次靜態點火。同日下午，SpaceX推遲飛行測試至不早於3月29日。

- 2021年3月29日，由於美國聯邦航空總署人員未能及時抵達，馬斯克宣佈推遲測試日期至3月30日。

- 2021年3月30日，SN11在大霧中進行了10km飛行測試。三台猛禽發動機按計劃地逐一關閉。在達到了計劃的高度後，SN11運用襟翼控制下降。在飛行途中，畫面幾度中斷。隨後在SN11點燃其中一具發動機後畫面定格，從其他非官方鏡頭可見大量碎片從天空散落在測試場地周圍。緊接SpaceX在直播中指出SN11墜毀失敗。馬斯克在測試後證實第二具發動機出現輕微甲烷泄漏導致發動機部分零件受損，在重新點燃時導致甲烷泵失效爆炸，或因此波及艦體；亦不排除在發動機故障時自動觸發飛行終止系統(FTS），但以上兩個可能性均未得到官方正式回覆。最後SN11空中自毀解體，徹底損毀。[77][78]。由於殘骸散布範圍廣，導致清理時間過長。

- 2021年6月2日，SN11的殘骸完成清運。[79]

#### SN12（報廢）
- 2020年10月2日，开始建造。

- 2020年1月，停止建造並報廢，鼻錐改裝為壓力測試鼻錐。現已被拆除。

#### SN13（停止建造）
- 2020年10月11日，由於SN14已經开始建造，所以推定SN13已經开始建造。

- 2020年11月22日，確認建造中。

- 2021年1月，停止建造並報廢，僅完成液態甲烷頂部儲罐(Header Tank)。

#### SN14（停止建造）
- 2020年10月11日，开始建造。

- 2021年1月，停止建造並報廢，僅完成液態甲烷燃料輸送管及推進艙段。

- SN14的發動機穹頂部分，將用於進行猛禽真空發動機；及超級重型的發動機安裝測試。[71]

#### SN15/星艦-15（已退役/報廢拆解）
--建造階段--
- 2020年11月18日，开始建造。

- 2021年1月1日，开始整合储罐。

--測試階段(地面)--
- 2021年4月8日，SN15轉移至測試臺A。

- 2021年4月12日，SN15完成低溫加壓測試及發動機模擬測試。

- 2021年4月13日，SN15完成頭錐低溫加壓測試。

- 2021年4月15日，馬斯克推文表示，目標讓SN15於下週試射。

- 2021年4月16日，SN15配套的三具改良版海平面猛禽發動機 (RSN 54, 61, 66) 運抵測試臺A開始安裝。

- 2021年4月17日，RSN54由於出現不明問題，在尚未安裝之下被移離測試台。

- 2021年4月19日，RSN54運返測試台，並在同日安裝。

- 2021年4月20、21及23日，原定的靜態點火測試先後取消，原因暫時未明，但不排除因天氣及新設計，導致需要額外時間預備。

- 2021年4月22日，SN15完成液態氧儲罐測試。

- 2021年4月26日，第一次靜態點火及噴氣操縱系統測試，並預備本周中後期飛行測試[80]。

- 2021年4月27日，SN15完成單/雙發動機靜態點火測試，但是次測試導致部分隔熱瓦損毀，并在翌日移除。

- 2021年4月30日深夜，SN15完成安裝飛行中止系統，但同日下午的飛行測試因天氣及軟件問題取消[81]。

--測試階段(亞軌道飛行)--
- 2021年5月5日，SN15進行了10km飛行測試。三台猛禽發動機按計劃地逐一關閉（SN54，61，66）。在達到了計劃的高度後，SN15順利地運用襟翼控制下降。隨後到達550米高空先後重啓兩具猛禽發動機，並在完成翻正後減速至安全速度並成功降落在降落平臺邊緣，成爲首個原型艦安全降落。在降落後，SN15底部出現火苗但在4分鐘後撲滅。隨後SN15逐步釋放燃料艙壓力。這次測試是星艦試飛首度成功著陸，馬斯克事後在Twitter宣佈試射成功。[82]

- 2021年5月7日，馬斯克表示將考慮重飛SN15。[83]同日，著陸腿被拆除。

- 2021年5月11日，SN15從降落平台轉移至測試臺B旁。

- 2021年5月14日，SN15被吊運上測試臺B。

- 2021年5月22日，三具猛禽發動機被拆除。

--退役--
- 2021年5月26日，SN15運回生產基地；並退役作永久展示。SN15現停放SN16旁。

- 2021年12月18日，其中一片尾翼的蒙皮被拆除。

--報廢拆解--
- 2023年7月26日，停在展示區791天的SN15宣布報廢，與固定支架分離後，於傍晚開始拆解。

#### SN16/星艦-16（報廢）
---建造階段---
- 2020年12月4日，開始建造。

- 2021年5月7日，完成建造，已提前獲得FAA飛行許可。SN16更名為"星艦-16"。

- 2021年6月16日，SpaceX表示將全力投入軌道飛行測試；因此計畫將SN16退役，之後移至SN15旁等待。[84]

--退役--
- 2021年6月17日，馬斯克在Twitter發文表示，SN16將用於超高音速飛行測試。然而，後來證實計畫被取消；SN16也已經退役作永久展示。

- 2022年5月10日，"星艦-16"從展示區被轉移進入新建的"巨倉"(Mega Bay)。

- 2022年5月13日，本艦報廢，於同日開始切除鼻錐。

- 2022年5月16日，切除的鼻錐開始拆除前鴨翼。

- 2022年5月17日，剩餘艦體部分移出"巨倉"(Mega Bay)，並停放於高倉附近。

- 2022年6月2日，上部艦體完成切除。

- 2022年6月6日，"星艦-16"已完全拆解。

#### SN17（報廢）
- 2020年12月18日，开始建造。

- SN15測試成功後停止建造，液氧艙段被移往廢料場。

- 2021年7月15日，鼻錐被推出棚廠；與SN18廢棄艙段接合，準備進行貨艙門測試。

- 2021年7月24日上午，測試完成。鼻錐就地切除；被運往廢料場。

#### SN18（取消建造）
- 2021年1月19日，开始建造。

- 2021年3月，停止建造，重心轉向軌道原型機。

- 2021年7月15日，報廢的鼻錐艙段與SN17鼻錐接合；準備進行貨艙門測試。

- 2021年7月24日上午，測試完成。鼻錐就地切除；雙雙運往廢料場。

#### SN19（取消建造）
- 2021年2月，开始建造。

- 2021年3月，停止建造，重心轉向軌道原型機。

#### Ship 20/星艦-20（已退役）
- 馬斯克表示，會按照SN20及之前原型艦測試成果再決定後續原型艦數量，並需要承受25馬赫的速度。

- 自SN20改稱"星艦-20" (Starship 20/ Ship20)。

- 2022年3月22日，馬斯克發文透露，SpaceX改以裝備二代猛禽的星艦系統，進行首次軌道飛行測試。"星艦-20"隨後於5月11日正式退役。[85]

---建造階段---
- 2021年3月, 開始建造。

- 2021年6月11日，推進艙段穹頂與艙段外殼完成接合。[86]

- 2021年6月27日，配套的第一具猛禽真空發動機(Vaccum Raptor Engine, RVac)運抵生產基地。[87]

- 2021年7月4日，完成了的通用穹頂(Common Dome)艙段被吊入中倉（Mid Bay）。[88]

- 2021年7月9日，鼻錐艙段(Nosecone Section)被推出棚廠。[89]

- 2021年7月13日，覆蓋大量隔熱瓦的上部穹頂艙段；被推入中倉組裝。[90]

- 2021年7月14日，推進艙段(Thrust Section)與著陸腿裙部(Leg Skirt)在棚廠外完成接合；並等待推入中倉組裝。[91]

- 2021年7月16日，通用穹頂與上部穹頂兩個艙段完成組裝。[92]

- 2021年7月17日，一片尾翼出現在生產基地，已安裝隔熱瓦。[93]

- 2021年7月20日，另一片尾翼出現在生產基地，隔熱瓦已全數安裝。[94]

- 2021年7月23日，推進艙段完成組裝。[95]

- 2021年7月25日，鼻錐艙段停於棚廠外；預備安裝隔熱瓦。[96]

- 2021年7月26日，鼻錐艙段被吊入低倉；陶瓷纖維層已經安裝。[97]

- 2021年7月29日，鼻錐推出棚廠；安裝固定用陶瓷纖維層。中倉的箭體開始安裝尾翼夾具。[98]

- 2021年7月31日，鼻錐與艙段完成接合，開始安裝隔熱瓦。另外兩具真空發動機；相繼運抵生產基地。[99]
- 2021年8月1日，已安裝隔熱瓦的前部鴨翼開始安裝。

- 2021年8月2日，尾翼安裝完成；並推出中倉。

- 2021年8月3日，箭體推入高倉。下午，馬斯克發布照片，顯示6具發動機已完成安裝(此次為安裝測試)。鼻錐部分於深夜推入高倉。

- 2021年8月4日上午，鼻錐完成組裝；將繼續安裝剩餘隔熱瓦。"星艦-20"建造完成。

- 2021年8月5日上午，"星艦-20"運抵軌道發射場；準備與"助推器-4"進行接合測試。

- 2021年8月6日上午，與"助推器-4"成功進行接合測試。完成後，迅速運回生產基地；並推入高倉繼續完成最後安裝。

- 2021年8月7日上午，編號2,3,5的3具真空發動機及3具海平面發動機均被拆卸。

- 2021年8月9日，基地人員在大量隔熱瓦黏貼綠、紅兩種顏色標籤；以標記檢查後完好(綠色)或需整體更換(紅色)的瓦片。

- 2021年8月11日，移出高倉。

- 2021年8月13日，移至測試台B旁。

- 2021年8月14日，移至軌道發射台旁。

- 2021年8月15日，工作人員開始拆換受損隔熱瓦。

- 2021年8月17日，"星艦-20"重新移至亞軌道測試場；並迅速吊運上測試台B，預備地面測試。

- 2021年8月19日，3具真空發動機被裝上運輸車；運回麥格雷戈(McGregor)測試基地檢修。

- 2021年9月初為止，由於鼻錐上有受損，且形狀不規則的隔熱瓦仍在等待替換；使得地面測試暫時延後。[100]

- 2021年9月5日上午，3具海平面發動機運抵測試場；並安裝完成。

- 2021年9月9日凌晨，1具真空發動機運抵測試場；完成安裝。

- 2021年9月17日，隔熱瓦全部替換完成。

- 2021年9月20日，第二具真空發動機運抵測試場；不久再度運回生產基地。

---地面測試階段---
- 2021年9月27日晚，完成一次鼻錐頂部儲罐低溫加壓測試；及發動機推力模擬測試。部分隔熱瓦在頂部儲罐洩壓時被噴落；現已修復。

- 2021年9月29日晚，進行了第一次儲罐液態氮低溫加壓測試。隔日凌晨，馬斯克發文表示測試成功。[101][102]

- 2021年10月9日晚，海平面發動機及真空發動機各1具；同時運抵測試場。[103]

- 2021年10月12日，真空發動機完成安裝；預備隔天的靜態點火測試。

- 2021年10月13日，測試取消並延後1天。

- 2021年10月14日，測試再度取消，時間推遲至下週一。

- 2021年10月18日凌晨，進行一次真空發動機預燃器測試(Preburner Test)。

- 2021年10月21日晚，進行第一次的真空發動機靜態點火測試；一小時候，與海平面發動機進行第二次的混合靜態點火測試。

- 2021年10月24日晚，運抵生產基地的RB30，32，33三具海平面發動機中，有兩具運往測試台B；並完成安裝。3具海平面發動機到位。

- 2021年10月29日晚，編號SN6、RVac7的兩具真空發動機運抵測試台B；並迅速完成安裝。6具軌道測試用發動機全數到位。

- 2021年11月12日，6具發動機同時進行一次預燃器測試；1小時過後，隨即進行第三次的全發動機靜態點火測試。

- 2021年11月15日，進行一次尾翼作動測試。

- 2021年11月30日，預備隔天的第二次靜態點火；此次測試將首次使用新建的軌道燃料場來加注推進劑。

- 2021年12月1日，推進劑加注完成之際，測試臨時取消。

- 2021年12月14日，起重機吊掛點(Crane Attach Point)開始拆除並貼上隔熱瓦，為靜態點火測試做準備。

- 2021年12月29日，進行了第四次的靜態點火測試，並獲得成功。四小時候，原定再進行一次測試；最後取消。

- 2022年1月3日，吊掛點處的隔熱瓦開始移除。[104]

- 2022年1月4日，吊掛點被重新安裝。

- 2022年1月5日，襟翼及尾翼絞鍊的驅動馬達開始安裝。

- 2022年1月22日，LR11000起重機將本艦吊離測試台A；並於隔日運至軌道發射台旁。[105]

- 2022年2月8日，預備馬斯克的專題演講；本艦首次由發射塔上的機械臂起吊，與"助推器-4"進行了第二次接合。

- 2022年2月14日，本艦與"助推器-4"分離，置於運抵平台旁的測試架上；預備進行液態氮低溫加壓測試。

- 2022年2月16日，完成第二次液態氮低溫加壓測試。

- 2022年2月22日，完成第三次液態氮低溫加壓測試。

- 2022年3月4日，完成第四次液態氮低溫加壓測試。

- 2022年3月14日，本艦被移至發射塔機械臂之間，預備與"助推器-4"進行對接測試。

- 2022年3月15日，機械臂將本艦起吊，與"助推器-4"完成對接測試。

- 2022年3月16日深夜，與"助推器-4"進行首次星艦系統完全體(Full-Stack Starship)之小規模液態氮低溫加壓測試。

- 2022年3月20日，與"助推器-4"分離，並卸載至平台旁的運輸支架上。

--退役--
- 2022年5月11日，本艦完成測試並退役。隨後被運回生產基地，並永久停放於展示區。

- 2023年9月7日，起重機吊掛點被移除，並補上了隔熱瓦。

#### Ship 21/星艦-21（報廢）
--建造階段--
- 2021年5月28日，上部穹頂出現在棚廠(Onion Tent)外，可證明已經開始建造。

- 2021年6月28日，推進艙段穹頂出現在生產基地。[87]

- 2021年8月13日，著陸腿裙部(Leg Skirt)出現在棚廠外。[106]

- 2021年8月20日，推進艙段穹頂與艙段外殼完成接合。[107]

- 2021年8月28日，推進艙段整體完成翻轉。[108]

- 2021年9月14日，上部穹頂艙段外殼完成翻轉。

- 2021年9月20日，鼻錐部分在棚廠內建造中。[109]

- 2021年9月21日，液氧艙段外殼放置於低倉外；隔熱瓦已初步安裝。同時，棚廠內鼻錐已覆蓋上陶瓷纖維層。[109]

- 2021年9月25日，推進艙段推入低倉；與著陸腿裙部完成接合。棚廠內的鼻錐開始安裝隔熱瓦。

- 2021年9月26日，通用穹頂艙段完成翻轉。棚廠外的鼻錐艙段開始安裝隔熱瓦。[109]

- 2021年9月30日，2片前襟翼在棚廠內先行完成安裝。

- 2021年10月13日，鼻錐艙段推回棚廠。

- 2021年10月14日，鼻錐艙段再度推出棚廠；隔熱瓦已接近完成。

- 2021年10月15日，通用穹頂艙段在中倉中；與液態氧儲罐中間艙段(Mid Section)完成接合。[110]

- 2021年10月27日，鼻錐推出棚廠；預備與鼻錐艙段接合。[111]

- 2021年10月30日，鼻錐艙段部分隔熱瓦完工；鼻錐部分則接近完成。

- 2021年11月6日，已安裝隔熱瓦的中間艙段及尾部艙段，被先後推入中倉準備吊裝。[112]

- 2021年11月8日凌晨，中間艙段及尾部艙段完成接合；同日上午，鼻錐與艙段，在低倉前完成接合。[113]

- 2021年12月13日，鼻錐艙段運至高倉前。

- 2021年12月17日，艦體推出中倉，並於隔日凌晨推入高倉。

- 2021年12月21日，艦體移回中倉，隔日凌晨再度被推出。

- 2021年12月22日，"星艦-21"暫停組裝，原因未知。

- 2022年1月6日，鼻錐轉用於組裝"星艦-22"；艦體則停放於高倉前。

--退役--
- 2022年4月15日，"星艦-21"確定退役並報廢；艦體隨後開始原地拆解。

- 2022年4月27日起，切割下來的艙段被陸續運往廢料場報廢。

#### Ship 22/星艦-22（報廢拆解）
--建造階段--
- 2021年9月11日，通用穹頂(Common Dome)艙段外殼出現在生產基地；可證明已經開始建造。

- 2021年10月5日，通用穹頂在出現棚廠外。

- 2021年10月10日，通用穹頂艙段外殼推入棚廠。

- 2021年10月14日，通用穹頂與艙段外殼完成接合後；被運往"艙段翻轉作業區"(Sleeving Stand)，預備翻轉。

- 2021年10月30日，艙段完成翻轉；並推入中倉。

--組裝階段--
- 2021年11月24日，進入儲罐整合階段。

- 2021年12月1日，上部穹頂艙段推出棚廠。

- 2021年12月6日，上部穹頂艙段吊入中倉。

- 2021年12月22日，艦體推出中倉。

- 2021年12月23日，"星艦-22"暫停組裝，鼻錐艙段轉用於測試新設計的貨艙門；艦體部分則繼續作業。

- 2022年1月6日，其中一片尾翼運出棚廠。另外，本艦將沿用"星艦-21"的鼻錐，於近期開始最後組裝。

- 2022年1月21日，推進艙段吊入中倉，並迅速完成接合。

- 2022年1月31日，尾翼的裝配架(Mounting jig)安裝完成。

- 2022年2月14日，艦體推出中倉；並運入高倉預備組裝鼻錐部。

- 2022年2月15日，鼻錐部分完成焊接，"星艦-22"組裝完成。

- 2022年2月19日，兩片尾翼均安裝完成。

--退役--
- 2022年2月20日，"星艦-22"退役，並移至展示區永久展示。SpaceX將重心轉向改良版星艦。

- 2023年1月10日，部分隔熱瓦及尾翼被拆除。

- 2023年1月21日，本艦已從展示區轉移回高倉。

- 2022年1月22日，"星艦-22"報廢，同日於高倉中開始切割艦體。

- 2023年1月23日，分割後的艦體被陸續轉移至廢料場。

- 2023年8月12日，拆除尾翼後的鼻錐被單獨放置於運輸支架上；並被發現切割出一個艙門形狀切口。

- 2023年8月14日，鼻錐被推出生產基地，依據黏貼的"PANEL HLS"標籤，可確定用於試製並測試登月版星艦--人類著陸系統(Human Landing System)的鼻錐。

- 2023年9月7日，鼻錐表面被漆成白色。

### 建造/測試時間軸---改良版軌道星艦

#### Ship 23/星艦-23（未建造）
- 生產基地內未見任何建造跡象。

#### Ship 24/星艦-24（空中解體）
--建造階段--
- 2021年12月14日，通用穹頂艙段外殼(Common Dome Section) 推出棚廠；接替"星艦-20"，成為第一架軌道星艦。

- 2021年12月30日，通用穹頂(Common Dome)出現在生產基地。

- 2022年1月，自"星艦-23"取消建造後，本艦成為首架改良版星艦。

- 2022年1月3日，通用穹頂艙段外殼完成翻轉。

- 2022年1月6日，棚廠內的液氧中間艙段外殼(Mid LOX Section)已開始安裝隔熱瓦。

- 2022年1月31日，鼻錐出現在棚廠內；前襟翼裝配架(Mounting jig)已開始安裝。

- 2022年2月1日，管線及數據線路安裝完成。

- 2022年2月15日，液氧中間艙段(Mid LOX Section)、通用穹頂艙段(Common Dome Section)同時推出棚廠。

- 2022年2月16日，推進艙段(Thrust Section)於棚廠內，預備推出。

- 2022年2月17日，推進艙段(Thrust Section)推出棚廠，與"助推器-8"的上部穹頂艙段(Fwd. Dome Section)進行了對接測試。

--組裝階段--
- 2022年2月26日，通用穹頂艙段(Common Dome Section)與液氧中間艙段(Mid LOX Section)運入中倉；使用新型機械臂完成焊接。

- 2022年3月7日，貨艙的載荷適配器(Payload Dispenser)被吊裝至低倉前的鼻錐艙段內(Nosecone Section)。

- 2022年3月10日，鼻錐艙段開始安裝隔熱瓦。

- 2022年3月14日，鼻錐移至低倉前，隔熱瓦及兩片前襟翼均完成安裝。

- 2022年3月22日，依據馬斯克的推文，本艦接替"星艦-20"；成為首架進行軌道飛行測試的星艦。

- 2022年4月4日，鼻錐移出棚廠。尾部艙段(Aft. Section)與"助推器-8"的上部穹頂艙段(Fwd. Section)在高倉中完成第二次對接測試。

- 2022年4月5日，組裝中的艦體推入高倉。

- 2022年4月6日，尾部艙段(Aft. Section)在高倉中完成接合。

- 2022年4月8日，艦體移回中倉繼續細部裝配；鼻錐(Nosecone)運抵高倉前。同日，液態甲烷下導管(Down Comer)吊入中倉完成安裝。

- 2022年4月9日，鼻錐艙段(Nosecone Section,含測試用貨艙)於深夜運抵並推入高倉。

- 2022年4月10日，鼻錐艙段(Nosecone Section)與鼻錐(Nosecone)在高倉中完成接合。

- 2022年5月7日，中倉中的艦體被轉移至高倉，預備與鼻錐部分接合。

- 2022年5月8日，鼻錐與艦體完成接合，本艦接近完成。

- 2022年5月17日，尾翼開始安裝。

--測試階段--
- 2022年5月26日，"星艦-24"組裝完成。隨後被轉移至發射場，並起吊至發射塔旁的"機動測試平台"(Mobile Test Stand)上預備地面測試。

- 2022年5月27日，本艦進行首次室溫壓力測試；過程中有部分隔熱瓦噴落。測試結束後，工作人員從艦體內切除一截變形損壞的加壓管線。

- 2022年6月1日，本艦修復完成，預備下一輪測試。

- 2022年6月2日，進行第一次低溫加壓測試，並獲得成功。

- 2022年6月4日，轉移至改裝後的測試台A(加裝真空發動機推力模擬裝置)，預備進行結構測試。

- 2022年6月6日，同步進行第二次低溫加壓測試及尾部穹頂(Aft. Dome)的推力模擬測試。

- 2022年6月7日，進行第三次低溫加壓測試，並獲得成功。

- 2022年6月9日，本艦吊離測試台，運回生產基地；並推入高倉預備安裝發動機。

- 2022年6月25日，3具真空發動機運抵生產基地並推入高倉；隨後，橋式起重機將本艦起吊，以騰出足夠空間安裝。

- 2022年6月30日，工作人員利用"星艦-24"的貨艙，測試專用於二代星鏈衛星的新式自動裝填箱(Loader)。

- 2022年7月5日凌晨，工作人員在鼻錐位置塗上"S24"及SpaceX的"X"標誌。上午，本艦推出高倉並轉移至測試場。

- 2022年7月6日，本艦起吊至測試台B，預備靜態點火測試。

- 2022年7月18日，進行首次全發動機渦輪啟動測試(Spin Prime)，並獲得成功。

- 2022年7月21日，順利完成第二次渦輪啟動測試；此次僅測試2具發動機。

- 2022年7月28日，進行一次前鴨翼作動測試。

- 2022年8月8日，完成兩次渦輪啟動測試。

- 2022年8月9日，完成首次雙發動機靜態點火測試。

- 2022年8月24日，完成一次全發動機點火裝置(Ignitor)測試。

- 2022年9月9日，連續進行兩次全發動機靜態點火測試；導致測試場附近一處草坪及一輛垃圾子車遭波及起火，延燒至第二天清晨才撲滅。[114]

- 2022年9月21日，貨艙門被焊上鋼板封死；推測已取消載荷投放測試。

- 2022年9月30日，本艦被吊離"測試台B"；並移動至軌道發射場，停放於發射塔旁。

- 2022年10月10日，本艦於"助推器-7"安放至發射台後，也移動至機械臂之預備起吊位置。

- 2022年10月11日，機械臂將本艦起吊，與"助推器-7"進行了對接測試。

- 2022年10月16日，機械臂將本艦與"助推器-7"分離，並下降至地面位置。

- 2022年10月20日，機械臂再度將本艦起吊，與"助推器-7"對接；預備進行對接狀態下的低溫加壓測試(Full Stack Cryo Test)。

- 2022年10月26日，"B7+S24"星艦系統首次分別進行液態甲烷及液態氧兩儲罐的低溫加壓測試。

- 2022年11月7日，本艦單獨完成一次對接狀態下的低溫加壓測試。

- 2022年11月8日，機械臂再次將本艦與"助推器-7"分離；預備進行助推器的發動機測試。

- 2022年11月10日，本艦被轉移至測試場；並起吊上測試台B。

- 2022年11月12日，起重機的載重分散吊架(Load Spreader)與本艦分離。

- 2022年11月13日凌晨，6具發動機被陸續拆卸運回生產基地。

- 2022年11月16日，工作人員開始環繞測試台B搭建鷹架。

- 2022年11月19日，鷹架已覆蓋本艦尾部艙段，推測為本艦的檢修作業用。同日，部分隔熱瓦被拆除。

- 2022年12月6日，鷹架開始拆除；只是檢修作業仍舊持續。

- 2022年12月14日，完成尾翼及前鴨翼的作動測試。同日，進行了一次低溫加壓測試。

- 2022年12月16日，完成尾翼作動測試後，隨即進行一次單發動機靜態點火測試。

- 2023年1月6日，本艦經檢修後，由LR11000吊離測試台；放置於運輸支架上。

- 2023年1月9日，本艦被移至發射塔旁；隨後由機械臂起吊，與"助推器-7"進行對接測試。

--發射演練階段--
- 2023年1月23日，完成首次"濕式演練"(加滿推進劑，進行發射前倒數計時的全程模擬)。

- 2023年1月24日，本艦與助推器分離，並運回生產基地暫停於展示區待命；預備助推器的全發動機靜態點火測試。[115]

- 2023年1月28日，起重機吊掛點(Crane Lift Point)被拆除，並由隔熱瓦覆蓋。

- 2023年3月31日深夜，本艦由平板運輸車運往發射場；並於次日凌晨抵達。

- 2023年4月5日，本艦與"助推器-7"對接；預備11日的發射演練(Launch Rehearsal)。

- 2023年4月11日，本艦與"助推器-7"分離並被放置於運輸架上，將安裝"飛行終止系統"(Flight Termination System, FTS)。

--第一次發射嘗試--
- 2023年4月15日，本艦完成"飛行終止系統"的安裝，並由機械臂重新起吊與"助推器-7"對接；等待17日的發射。

--取消發射--
- 2023年4月17日，由於助推器的1具增壓閥門疑似因凍結而出現異常，SpaceX於倒數11分鐘時宣布取消發射；倒數則繼續直到40秒時停止。馬斯克表示，將於接下來數日內再度嘗試。

---第二次發射嘗試/自毀解體--
- 2023年4月20日，順利點火發射升空；但由於"助推器-7"的8具發動機在升空過程中陸續失效停車或爆炸，致使飛行姿態逐漸失控；在到達預定脫離入軌的高度時，本艦也未能成功分離；最後啟動了飛行終止系統於空中解體。

#### Ship 24.2/星艦-24.2（組裝完成）
--建造/組裝階段--
- 2023年6月底~7月初，"星艦-24.2"開始建造，為一新穹頂測試儲罐。

- 2023年7月12日，組裝完成並推出高倉。

- 2023年7月26日，轉移進中倉。

#### Ship 25/星艦-25（預備測試）
--建造階段--
- 2022年2月，"星艦-25"開始建造，為第二架軌道星艦。

- 2022年2月14日，上部穹頂艙段外殼(Fwd. Dome Section) 推出棚廠。

- 2022年3月9日，下部穹頂艙段外殼(Aft. Dome Section)推出棚廠，並完成翻轉。

- 2022年3月10日，下部穹頂(Aft. Dome)推出棚廠，並完成翻轉。

- 2022年3月21日，液氧中間艙段(Mid LOX Section)推出棚廠。

- 2022年4月12日，鼻錐艙段(Nosecone Barrel)推出棚廠；尾部艙段(Aft. Section)等待推出。

- 2022年6月1日，鼻錐推出棚廠，繼續安裝隔熱瓦。

- 2022年6月6日，下部穹頂艙段預備推出棚廠。

--組裝階段--
- 2022年6月9日，貨艙艙段(Payload Bay Section)推出棚廠；組裝中的艦體轉移至中倉。

- 2022年6月10日，尾翼夾具(Jig)完成安裝。

- 2022年6月22日，貨艙的載荷適配器(Payload Dispenser)被吊裝至剛推出棚廠的貨艙艙段(Payload Bay Section)內。

- 2022年7月23日，液氧中間艙段(Mid LOX Section)推入高倉。

- 2022年8月4日，下部穹頂艙段推出棚廠；並轉移進高倉。

- 2022年8月8日，"下部穹頂艙段"與"液氧中間艙段"完成接合；同時，已安裝隔熱瓦的"貨艙艙段"推出棚廠。

- 2022年8月15日，鼻錐推進高倉，與貨艙艙段(Payload Bay Section)完成接合。

- 2022年9月12日，清晨4時許，組裝完成的下部艦體；被起吊至支架上。

- 2022年9月14日，鼻錐部分艦體，與下部艦體完成吊裝接合。"星艦-25"組裝完成。

--測試階段--
- 2022年10月19日，尚未安裝發動機的"星艦-25"移出高倉，並轉移至測試場；預備測試。

- 2022年10月29日，本艦被起吊至"測試台A"，預備測試。

- 2022年11月1日，"星艦-25"完成了首次液態氮低溫加壓測試。

- 2022年11月8日，本艦吊離"測試台A"，隨後運回生產基地；並推入高倉檢修。

- 2022年11月16日，數具二代猛禽發動機推入高倉，大概率屬於本艦。[116]

- 2022年11月19日，本艦於高倉中被吊升，3具真空發動機開始安裝。[117]

- 2023年1月17日，"星艦-25"推出高倉並運抵測試場。

- 2023年1月18日，本艦被起吊上"測試台B"，預備發動機測試。

- 2023年1月21日，推進劑加注管線已完成對接。

- 2023年1月24日，尾翼及前鴨翼首次展開。

- 2023年2月25日，已吊離"測試台B"的"星艦-25"；於深夜轉移至"Massey's Site"測試場。

- 2023年3月21日深夜，本艦完成一次低溫加壓測試，也是"Massey's Site"測試場新建的測試設施首次投入使用。

- 2023年5月5日，為了測試"Massey's Site"的地面設施，本艦再度進行了一次低溫加壓測試。

- 2023年5月18日，本艦從"Massey's Site"返回測試場(中途曾暫停一段時間)；並起吊上測試台B，預備下週的全發動機靜態點火測試。

- 2023年6月14日，完成尾翼作動測試後的數小時；隨後由亞軌道燃料設施加注液氧，進行一次發動機渦輪啟動測試(Spin Prime Test)。

--發射前測試--
- 2023年6月26日，完成全發動機靜態點火測試，標誌著已通過發射前測試(Prelaunch Testing)階段。

- 2023年8月5日，起重機吊掛點開始拆除。

- 2023年8月15日，本艦被吊離測試台B並安放在運輸架上；於同日夜間運回生產基地，最後停放於展示區。

- 2023年8月26日，原先吊掛點位置安裝上隔熱瓦。

- 2023年9月4日，本艦被轉移回發射場，預備與"助推器-9"對接。

- 2023年9月5日，本艦由機械臂起吊，與"助推器-9"完成對接；等待最後測試。

- 2023年9月14日，機械臂起吊將本艦與"助推器-9"分離，準備安裝"飛行終止系統"(FTS)所需炸藥。

- 2023年9月15日，由於FAA公布需重新進行環境評估，發射計畫將推遲至不早於10月底；因此，"飛行終止系統"也大概率已被取消。

#### Ship 26/星艦-26（預備測試）
--建造階段--
- 2022年5月，"星艦-26"開始建造，為第三架軌道星艦。

- 2022年5月11日，"星艦-26"開始建造。推進段/尾部穹頂(Thrust/Aft. Dome)及艙段外殼完成翻轉接合。

- 2022年7月15日，3號棚廠(Tent 3)內的鼻錐及液氧中間艙段(Mid LOX Section)開始安裝隔熱瓦；貨艙段的艙門口也已經切割成型。

- 2022年7月23日，液氧中間艙段(Mid LOX Section)推出棚廠。

- 2022年8月15日，鼻錐的隔熱瓦被拆除，原因不明。

- 2022年9月6日，貨艙艙段(Payload Bay Section)推出棚廠；儲罐增壓管線已安裝。另外，棚廠中的鼻錐已焊上固定插銷，預備安裝隔熱瓦。

- 2022年9月14日，未安裝隔熱瓦的鼻錐推出棚廠，連同貨艙艙段(同樣未安裝隔熱瓦)一起停放於低倉附近。

- 2022年9月24日， 鼻錐被單獨移動至高倉附近，隨後推入高倉。

- 2022年9月28日， 貨艙艙段移入高倉，並起吊至自動焊接平台上。

--組裝階段--
- 2022年10月8日，由於鼻錐是在未安裝隔熱瓦及前鴨翼的狀態下直接進入組裝階段；因此推測本艦可能是不可回收的"消耗型星艦"(Expendable Starship)，用於極限載荷測試；又或作為月球著陸器(Lunar Lander)原型機。

- 2022年10月10日，鼻錐與貨艙艙段接合後；再度被推出高倉，並轉移至中倉。

- 2022年10月11日，通用穹頂(Common Dome)及液氧中間(mid-LOX)兩艙段相繼推入高倉；隨後一同起吊至旋轉式焊接平台上完成焊接。

- 2022年10月26日，鼻錐再度移至高倉附近。

- 2022年11月28日，鼻錐推入高倉。

- 2022年12月17日，由鼻錐及無艙門結構的貨艙部分組成的艙段，與儲罐部分艙段完成接合。"星艦-26"組裝完成；此時本艦處於無前鴨翼、隔熱瓦及貨艙門的狀態。

- 2023年2月12日，"星艦-26"推出高倉運抵測試場；隨後起吊至測試台A上，預備測試。

--測試階段--
- 2023年2月21日， "星艦-26"完成首次低溫加壓測試。

- 2023年2月28日，完成第2次低溫加壓測試；同日，本艦被吊離發射台並運回生產基地的高倉內檢修。

- 2023年3月22日，本艦被推出高倉，轉移至展示區停放。

- 2023年3月24日，LR1750起重機將本艦起吊至新型的發動機安裝平台上。

- 2023年3月29日，3具真空發動機已安裝完成。

- 2023年9月7日，轉移至發射場；並起吊至"測試台B"，預備發動機測試。

#### Ship 26.1/星艦-26.1（測試完成/計畫性摧毀）
- 2022年9月20日，開始建造，為一新測試儲罐。

- 2022年12月12日，測試儲罐組裝完成；確認編號為"星艦-26.1"。由"星艦-28"的尾部艙段與一節助推器頂部儲罐拼湊而成。

- 2022年12月13日凌晨，"星艦-26.1"推出巨倉，隨後運往附近的"Massey's Site"測試場預備測試。

- 2023年5月4日晚，完成首次低溫加壓測試。

- 2023年6月26日，"星艦-26.1"被吊離測試平台。

- 2023年9月20日，進行第二次低溫加壓測試；結束後被計劃性摧毀。

#### Ship 27/星艦-27（退役/報廢拆解）
--建造階段--
- 2022年6月，"星艦-27"開始建造，為第四架軌道星艦。

- 2022年6月10日，推進段/尾部(Thrust/Aft. Dome Section)艙段外殼推入一號棚廠(Tent 1)。

- 2022年6月17日，尾部艙段再度推出棚廠。

- 2022年8月8日，液態甲烷下導管(Down Comer)運抵生產基地。

- 2022年9月21日，貨艙艙段的載荷適配器(Payload Dispenser)完成吊裝。

- 2022年11月10日，推進艙段(Thrust Section)被移動至巨倉附近。

- 2023年1月10日，鼻錐被轉移至高倉前。

--組裝階段--
- 2023年1月17日，"通用穹頂艙段"及"推進艙段"相繼推進高倉；同日，高倉內的推進艙段先被起吊至焊接平台上。

- 2023年2月22日，本艦完成總裝。與"星艦-26"一樣無前鴨翼、隔熱瓦及貨艙門，測試用途暫未知。

--地面測試階段--
- 2023年4月24日，本艦移出高倉；轉移至展示區停放；由於未安裝發動機，因此推斷為結構測試用途。

--測試完成/報廢拆解--
- 2023年7月20日，本艦被從中間位置分割，其通用穹頂結構變形損毀；由此可確認本艦為一結構測試機；且已完成測試並退役報廢。

#### Ship 28/星艦-28（測試中）
--建造階段--
- 2022年7月，"星艦-28"開始建造，為第五架軌道星艦。

- 2022年7月22日，推進段/尾部(Thrust/Aft. Dome)穹頂推出棚廠完成翻轉。

- 2022年8月9日，貨艙艙段(Payload Bay Section)推出棚廠。

- 2022年8月12日，寫有"S28 FWD"字樣的上部穹頂(Fwd. Dome)出現在生產基地；推測為拉伸成型的新型穹頂，首次用於軌道星艦。

- 2022年8月26日，該新型穹頂與"助推器-10"的通用穹頂艙段外殼接合並翻轉；因此證實非本艦所有。

- 2022年11月16日，鼻錐即將 推出棚廠，隔熱瓦已大致安裝完成。

- 2023年1月3日，通用穹頂艙段(Common Dome Section)推出棚廠；並完成翻轉。

- 2023年1月10日，液氧中間艙段(Mid. LOX Section)出現在棚廠外；已安裝空氣罩及部分隔熱瓦。

- 2023年1月21日，鼻錐推出棚廠。

- 2023年1月27日，鼻錐被轉移至高倉前。

--組裝階段--
- 2023年3月8日，貨艙段(Payload Bay Section)及鼻錐先後推入高倉。

- 2023年3月22日，鼻錐艙段(Nosecone Section)與通用穹頂艙段完成接合。

- 2023年4月24日，新設計的機械臂起重夾具(Lifting Jig)完成焊接。

- 2023年4月30日，尾部艙段完成接合， "星艦-28"組裝完成。

- 2023年6月15日，貨艙門被移除。

- 2023年7月5日，貨艙門重新安裝。

- 2023年7月21日，本艦推出高倉，並轉移至"Massey's Site"測試場預備測試。

--測試階段--
- 2023年7月28日，完成首次低溫壓力測試，並於不久後運回生產基地展示區的專用支架上，預備安裝發動機。

- 2023年8月17日，編號"SN164"、"SN165"及"SN168"的3具二代海平面猛禽發動機完成安裝；同日，編號"SN235"、"SN240"的2具真空發動機運抵生產基地，推測應為本艦所屬。

#### Ship 29/星艦-29（預備測試）
--建造階段--
- 2022年11月，"星艦-29"開始建造，為第六架軌道星艦。

- 2022年11月16日，本艦的鼻錐被目擊位於靠近棚廠大門位置；排於"星艦-28"鼻錐之後。

- 2022年12月6日，鼻錐已經移出棚廠；並轉移至低倉內。

--組裝階段--
- 2023年5月1日，已轉移至高倉中的鼻錐，與貨艙段(Payload Section)完成接合。

- 2023年5月4日，已安裝隔熱瓦的上部穹頂艙段推入高倉，準備與貨艙段接合。

- 2023年5月18日，推測與中間艙段完成接合。

- 2023年6月1日，尾部艙段推入高倉。

- 2023年6月5日，中間艙段與尾部艙段接合，"星艦-29"組裝完成。

- 2023年8月15日，推出並停放在高倉前；可見其尾翼並未安裝。

- 2023年9月20日，起吊至推力測試平台(Thrust Simulator)上；轉移至"Massey's Site"測試場預備測試。

#### Ship 30/星艦-30（組裝完成）
--建造階段--
- 2022年12月，"星艦-30"開始建造，為第七架軌道星艦。

- 2022年12月6日，本艦的鼻錐被目擊位於棚廠內；已經大致組裝完成。[118]

- 2023年3月11日，貨艙艙段推出棚廠；同日，載荷分配器(Payload Dispenser)及連接頂部儲罐(Header Tank)的導管完成吊裝。

--暫停建造--
- 2023年6月2日，為因應棚廠的拆除擴建，本艦暫停建造；已安裝完隔熱瓦及前鴨翼的鼻錐被推出3號棚廠。

--恢復建造/組裝--
- 2023年7月21日，鼻錐推入高倉，可推斷本艦已恢復建造。

- 2023年7月26日，上部穹頂艙段(Fwd. Dome Section)推入中倉，預備組裝。

- 2023年8月15日，尾部艙段(Aft. Section)移動至高倉前。

- 2023年8月18日，完成最後總裝，"星艦-30"組裝完成。

#### Ship 31/星艦-31（組裝中）
--建造階段--
- 2023年5月，"星艦-31"開始建造，為第八架軌道星艦。

--暫停建造--
- 2023年6月2日，為因應棚廠的拆除擴建，本艦暫停建造；僅安裝部分隔熱瓦的鼻錐被推出3號棚廠。

- 2023年6月8日，鼻錐被重新推入3號棚廠。

--恢復建造/組裝--
- 2023年8月30日，鼻錐及貨艙段先後推入高倉，並於數小時後完成接合。

- 2023年9月7日，上部穹頂艙段(Fwd. Dome Section)推入高倉。

- 2023年9月14日，通用穹頂艙段(Common Dome Section)完成接合。

#### Ship 32/星艦-32（暫停建造）
--建造階段--
- 2023年5月，"星艦-32"開始建造，為第九架軌道星艦。

--暫停建造--
- 2023年6月2日，為因應棚廠的拆除擴建，本艦暫停建造；僅安裝部分隔熱瓦的鼻錐被推出3號棚廠。

#### Ship 33/星艦-33（暫停建造）
--建造階段--
- 2023年5月，"星艦-33"開始建造，為第十架軌道星艦。

--暫停建造--
- 2023年6月2日，為因應棚廠的拆除擴建，本艦暫停建造；僅完成焊接成型的鼻錐被推出3號棚廠。

- 2023年6月8日，鼻錐被重新推入3號棚廠。

#### Ship 34/星艦-34（取消建造/報廢）
--建造階段--
- 2023年6月，"星艦-34"開始建造，為第十一架軌道星艦。

--取消建造/報廢--
- 2023年6月7日，本艦暫停建造，尚未焊接的鼻錐部件被推出棚廠。同日取消建造，並報廢拆解。

#### Ship 35/星艦-35（取消建造/報廢）
--建造階段--
- 2023年6月，"星艦-35"開始建造，為第十二架軌道星艦。

--取消建造/報廢--
- 2023年6月7日，本艦暫停建造，尚未焊接的鼻錐部件被推出棚廠。同日取消建造，並報廢拆解。

#### Ship 36/星艦-36（取消建造/報廢）
--建造階段--
- 2023年6月，"星艦-36"開始建造，為第十三架軌道星艦。

--取消建造/報廢--
- 2023年6月7日，本艦暫停建造，尚未焊接的鼻錐部件被推出棚廠。同日取消建造，並報廢拆解。

#### Ship 37/星艦-37（取消建造/報廢）
--建造階段--
- 2023年6月，"星艦-37"開始建造，為第十四架軌道星艦。

--取消建造/報廢--
- 2023年6月7日，本艦暫停建造，尚未焊接的鼻錐部件被推出棚廠。同日取消建造，並報廢拆解。

## 軌道發射場&生產基地

### 軌道發射場 (Orbital Launch Site)
軌道發射塔 (Orbital Launch Tower, OLIT)
--德州博卡奇卡--
- 發射塔採分段建造模式。個別塔段在生產基地組裝完成後運往發射場，由租賃的[119]履帶式起重機吊裝接合。

- 2021年7月27日，最後一個塔段接合後，第一座發射塔主體結構完工。總高度達到145 m(約440 ft)。

- 2022年6月22日，發射塔頂端開始安裝氣象觀測設備。

- 2022年11月13日，覆蓋發射塔外層的第一批外牆結構(Cladding)部件陸續運抵發射場。

- 2022年11月30日，外牆結構部件開始安裝；最終僅覆蓋第一塔段。

- 2023年4月15日，發射塔的內部升降機因纜繩及配重塊失效而墜落。

- 2023年4月20日，首次軌道發射後，部分外牆結構凹陷變形[120]。

- 2023年5月2日，開始拆除受損的外牆結構。

- 2023年5月7日，完成修復的外牆結構開始重新安裝[121]。

- 2023年5月22日，為了替換1個月前失效墜落的發射塔內部升降機，新升降機於本日運抵發射場。

- 2023年6月7日，新升降機替換完成，並成功順利運轉。

- 2023年7月13日，機械臂升降鋼纜絞盤的外牆結構被拆除，等待替換。

--佛羅里達州甘迺迪太空中心--
* 為了全力修復及擴建博卡奇卡基地的設施，佛羅里達州的新發射場已暫緩建造。
- 2021年12月，SpaceX於甘迺迪太空中心39號發射台附近，正式開工第二座星艦軌道發射場。

- 2022年3月3日，發射塔塔段部件陸續運抵工地。

- 2022年4月6日，根據曝光的工地空拍照，已有兩組塔段組裝完成；第三組也已建成一半。

- 2022年6月初，根據最新的空拍照，全部塔段都已組裝完成；而39號發射台附近的新發射塔基座、發射平台支撐柱也逐漸成型。

- 2022年6月16日，第一組塔段運抵發射塔建造工地。

- 2022年6月21日，第一組塔段完成吊裝。發射塔正式開始塔段整合。

- 2022年9月13日，最後一組塔段運抵並完成吊裝；第二座發射塔主體結構完工﹐比博卡奇卡的發射塔矮一個塔段。

快速斷開/推進劑加注臂 (Quick Disconnect/Propellant Arm, QD Arm)
--德州博卡奇卡--
- 2021年7月底，與機械臂同時在舊亞軌道降落場開始組裝。

- 2021年8月23日，斷開臂即將組裝完成；並開始噴塗黑漆。

- 2021年8月28日，由平板運輸車運至發射塔旁；預備安裝。

- 2021年8月30日，起吊至發射塔4號塔段左側位置；並順利完成安裝。

- 2021年8月31日，斷開臂的延伸套件於生產基地開始組裝。

- 2021年9月21日，延伸套件組裝完成並運至發射場；等待吊裝。

- 2021年9月23日，延伸套件順利起吊；並安裝於連接臂末端。

- 2021年10月8日，斷開臂完成首次試運轉。

- 2021年11月23日，推進劑輸送管的快速斷開機構完成安裝。

- 2022年1月9日，斷開臂進行數次試運轉。

- 2022年3月2日，推進劑輸送管線開始灌入推進劑進行測試。

- 2022年3月10日，兩支伸縮式固定爪(Claws)開始拆除，原因未知。

- 2022年3月11日，陸續有部分零部件被拆除。

- 2022年4月初，斷開面板模組(含推進劑輸送管線)被拆除。

- 2022年4月29日，新設計的斷開面板模組運抵發射場，並完成吊裝。

- 2023年5月21日，斷開面板模組被拆除；將進行維修或升級替換。

- 2023年6月30日，斷開臂上的檢修平台被拆除。

- 2023年7月1日，斷開面板模組運回發射場重新安裝；此次加裝了墊高支架，以應對未來加裝熱分離(Hot Staging)艙段的助推器。

- 2023年8月14日，斷開臂被重新上漆。

機械哥吉拉---助推器/星艦 捕捉臂系統 ("Mechazilla" Booster Catching Arm System)
--德州博卡奇卡--
- 2021年7月底，與專用升降機(Carriage)同時在舊亞軌道降落場開始組裝。

- 2021年9月24日，捕捉臂與升降機的組裝接近完成，開始噴塗黑漆。

- 2021年10月7日，捕捉臂升降機被立直；放置於大型龍門支撐架(Support Gantry)上。

- 2021年10月10~11日，兩部利勃海爾起重機分別將兩具捕捉臂立起、吊運至靠近升降機對應位置的另一組鋼架上；預備安裝。

- 2021年10月11日上午，數具線性軸承(Linear Bearing)被安裝上發射塔；將用於輔助升降機在發射塔軌道上的升降運動。同日下午，其中1具意外從發射塔上掉落損毀。

- 2021年10月12日上午，兩具捕捉臂完成安裝；等待吊裝上發射塔。

- 2021年10月20日，利勃海爾LR11350 起重機進行了一次捕捉臂的短距起吊測試。

- 2021年10月21日，起吊至發射塔2號塔段位置，開始與軌道上的線性軸承接合。

- 2021年10月22日，與軸承完成接合，起重機吊掛繩索分離。

- 2021年10月25日，頂部滑輪組完成安裝。

- 2021年10月26日，兩具主液壓缸完成安裝。

- 2021年10月28日，捕捉臂緩慢向右運動。

- 2021年11月8日，升降機滑輪組與發射塔頂部的滑輪組之間已安裝鋼纜。

- 2022年1月04、08日，進行了兩次升降機及機械臂作動測試。

- 2022年1月9日，機械臂首次上升至接近發射塔頂端位置。

- 2022年1月11日，5個壓載水袋(Ballast Bag)運抵並吊上機械臂，準備進行負重模擬測試。

- 2022年1月12日，全部壓載水袋共灌入200噸水(模擬助推器空載重量)；隨後進行負重升降測試。

- 2022年1月13日，測試完成。壓載水排空後，水袋開始卸除。

- 2022年1月30日，新一批水袋運抵並掛上機械臂，隨後灌入100噸水(模擬星艦空載重量)。一天內進行多次升降測試。

- 2022年1月31日，測試完成。水袋卸除。

- 2022年2月8日，機械臂吊起"星艦-20"，與"助推器-4"接合。此為機械臂的首次吊裝星艦系統載具。

- 2022年6月10日，機械臂進行一次全功能測試，預備未來"星艦-24"及"助推器-7"的整合測試。

- 2022年7月9日，機械臂再次進行了全功能測試。

- 2022年7月10日，更換新主液壓缸。

- 2022年8月6日凌晨，一側液壓缸在下降過程中爆裂；預備起吊的"助推器-7"被轉移至測試場停放。

- 2022年8月15日，主液壓缸修復並進行開合測試；同日，機械臂上的升降式緩衝導軌開始安裝液壓缸及空氣彈簧。

- 2023年4月24日，首次軌道發射結束後，機械臂進行了一次小規模測試，確定其仍能正常工作。

- 2024年10月9日夜，進行數次開合測試，為13日的飛行測試做準備。

- 2024年10月13日，於星艦第五次軌道級飛行測試中，成功捕捉返回發射場的"助推器-12"。此為機械臂首次執行助推器回收任務。

--佛羅里達州甘迺迪太空中心--
- 2022年6月28日，根據最新的空拍照，第二座發射塔配套的機械臂已經開始組裝。

- 2023年1月6~24日間，升降機及機械臂運抵發射場完成組裝，並吊裝上發射塔；該機械臂較博卡奇卡基地的版本長度稍短。

軌道發射平台 (Orbital Launch Mount, OLM)
- 2021年2月，零部件陸續運抵生產基地；並於一處棚廠旁開始建造。

- 2021年7月29日，發射平台大致完成建造；並由兩部平板運輸車運抵軌道發射場，等待吊裝。

- 2021年8月1日上午，發射平台由兩部利勃海爾起重機起吊並安放於6根巨型支撐柱上；繼續細部裝配。

- 2021年8月27日，助推器燃料加注臂，被安裝於平台內側；靠近發射塔位置。

- 2021年9月23日下午，助推器燃料臂的推進劑輸送管(Hose)完成安裝。

- 2021年11月21日，燃料臂的前端防護罩運抵生產基地。

- 2021年12月8日，防護罩完成安裝。

- 2021年12月17日，燃料臂首次用於"助推器-4"的低溫加壓測試。

- 2022年1月6日，發射平台的隔熱罩(Shielding)開始安裝。

- 2022年4月30日，發射平台的降噪系統進行了首次測試。

- 2022年6月11日，燃料臂的後端(推進劑輸送管)防護罩運抵發射場，並完成吊裝。

- 2022年7月13日，在"助推器-7"的發動機渦輪啟動測試中，受到汽化的推進劑爆燃波及而受損。

- 2022年7月22日，發射平台開始進行修復作業。同日，支柱上損壞的燃料管線防護罩被拆除。

- 2022年7月26日，配套的發動機維修平台(Raptor Service Platform)組裝完成。

- 2022年7月30日，維修平台被移至發射平台底部；並於傍晚展開升降測試。

- 2022年8月8日，維修平台降回地面，經摺疊之後運離發射台。

- 2022年8月9日，發射平台首次用於助推器的靜態點火測試。

- 2022年9月23日，發射平台進行了首次爆炸抑制系统(Detonation Supression System/ FireX System)的測試，此系統會使用氮氣及水控制環境中甲烷及氧氣濃度並控制火災。[122]

- 2022年年底為止，由於已承受多次靜態點火及低溫加壓測試；SpaceX啟動了相應的結構加固及修復作業。

- 2023年1月5日，SpaceX針對發射台內圈環狀排列的20具收放式支撐夾具，以2具1組的方式進行500噸級負重測試。

- 2023年1月7日，負重測試設備開始移除，預備"助推器-7"返回發射場。

- 2023年1月23日，完成首次濕式彩排(Wet Dress Rehearsal, WDR)。\

- 2023年2月9日，完成首次助推器的31具發動機靜態點火測試。

- 2023年2月22日，發射台側面開始安裝外罩，以保護內部的管路系統。

- 2023年3月20日，外罩安裝完成。

- 2023年4月1日，發射台上的施工鷹架陸續拆除。

- 2023年4月20日，執行首次軌道發射。由於未開挖倒流槽，發射台周圍的混凝土地面在發動機推力直接衝擊下碎裂並四處飛濺；發射台正下方最為慘重，不只嚴重坍塌；還露出了地面下早已支離破碎、鋼筋外露的發射台支撐梁。另外，飛濺的碎塊也造成燃料場的推進劑儲罐及作為觀測站的星蟲受到不同程度的損傷；也有的碎塊甚至被噴飛落入不遠處的海中。

- 2023年4月24日，經歷數天的封閉，工作人員陸續返回發射場，檢視損傷情況。由於原先噴塗的防鏽漆大面積損失；再加上環境潮濕且鹽分高，導致發射台本身已出現大面積生鏽。

- 2023年4月28日，發射台下方崩塌的地面結構率先開始清理，準備將來安裝冷卻水系統。

- 2023年4月29日，施工鷹架及臨時階梯運抵生產基地。

- 2023年5月1日，猛禽發動機安裝平台(Raptor Installation Stand)及其升降式工作平台(OLM Platform)同時運抵發射場；同日，施工鷹架開始安裝。

- 2023年5月7日，冷卻水系統的部分鋼製管道部件運抵發射場。同日，數輛鑽機(Drilling Rig)駛入發射台下方，預備鑽洞施作深層地樁(Deep Foundation)。

- 2023年5月8日，根據最新空拍照顯示，水冷鋼板組件正陸續運抵生產基地組裝。

- 2023年5月11日，多具深層地基的鋼筋籠(Rebar Cage)結構被吊入洞內並澆注混凝土。同日，臥式冷卻水塔及高壓氣體儲罐陸續抵達發射場，預備安裝。

- 2023年5月20日，臥式冷卻水塔及大小多組高壓氣體儲罐相繼完成安裝。

- 2023年5月21日，發射平台燃料臂的後端防護罩及內部的推進劑輸送軟管被陸續拆除。

- 2023年5月28日，用於吊運鋼筋籠結構的起重機被拆卸運回生產基地；標誌著呈環狀排列的深層地樁已施作完成。

- 2023年6月7日，四具更大型的臥式冷卻水塔的底座運抵發射場。

- 2023年6月8日，臥式冷卻水塔開始安裝輸送管道。

- 2023年6月9日深夜，2具大型臥式冷卻水塔運抵生產基地；同日上午再轉移至發射場完成吊裝。

- 2023年6月22日，燃料臂的低溫推進劑輸送軟管被重新安裝。

- 2023年6月25日，燃料臂的後端防護罩被重新安裝。

- 2023年6月26日，發射平台的水冷鋼板基座開始澆注混凝土。

- 2023年6月28日，第一輪澆注作業完成(總計動用混凝土預拌車132車次，澆注量約1000立方米)；同日，水冷鋼板底部的預埋板(Embedded Plate)部件運抵發射場。

- 2023年6月30日晚，首個水冷鋼板本體組件及一組由H型鋼拼接的特製治具同於運抵發射場，後者會將該鋼板組件以直立的狀態推入發射台底部安裝。

- 2023年7月3日凌晨，第二輪混凝澆注作業開始，並於隔日完成。

- 2023年7月5日，水冷鋼板組件完成安裝，治具隨後被運回生產基地；同日，維修平台也抵達發射場。

- 2023年7月6日，2組冷卻水歧管(Deluge Manifolds)預組件運抵發射場；同日，維修平台被推入發射平台底部。

- 2023年7月7日，第3組歧管組件也抵達發射場，並於深夜開始吊裝。

- 2023年7月8日，1組Y字形管道完成安裝。

- 2023年7月9日，多組管道陸續開始組裝。

- 2023年7月17日，冷卻水系統完成了小規模噴水測試。

- 2023年7月18日，發射台周圍的施工鷹架開始拆除；並於深夜進行了部分管線及自動滅火系統(FireX System)的測試。

- 2023年7月23日，完成"助推器-9"的低溫壓力測試。

- 2023年7月28日，冷卻水系統完成了首次全功能噴水測試。

- 2023年8月6日，冷卻水系統首次成功用於"助推器-9"的靜態點火測試。

- 2023年8月23日，自動滅火系統(FireX System)及發動機點火裝置(Igniter)分別進行了測試。

### 生產基地/星港 (Production Site/Starbase)[123]
棚廠 (Tent)&低/中/高/巨倉 (Low/Mid/High/Mega Bay)
--德州博卡奇卡--
- 生產基地內進行艙段組裝的3座棚廠(Tent)將擇日拆除；各艙段產線會被全部整合[124]。

- 由於廠區擴建；再加上已有足夠數量的原型機待測試，仍處於艙段生產階段的原型機將陸續暫停建造[125]。

- 2023年5月19日，第二座助推器總裝倉(暫時稱為"巨倉-2")於"巨倉-1"旁開始興建。

- 2023年5月28日，原先用於鼻錐艙段組裝的低倉(Low Bay)[126]被拆除。

- 2023年6月2日，3號棚廠(Tent 3)內幾近完成的"星艦-30~33"原型機鼻錐被推出。

- 2023年6月7日，尚未焊接的"星艦-34~37"鼻錐部件也被推出，並全數報廢拆解。同日，新廠房的屋頂及梁柱結構預組件也被迅速搭建。

- 2023年6月8日，"星艦31、33"的鼻錐被推回棚廠。

- 2023年8月11日，"星艦-22"推出之後，中倉被廢棄並擇日拆除。

- 2023年8月16日，為因應新廠房的建造，2號棚廠(Tent-2)被廢棄並開始拆除。

- 2023年8月18日，2號棚廠拆除完成。

--佛羅里達州甘迺迪太空中心--
* 為了全力修復及擴建博卡奇卡基地的設施，佛羅里達州的新生產基地已暫緩建造。
- 2021年12月，SpaceX於甘迺迪太空中心39號發射台附近，正式開工第二座生產基地。

### 塔段組裝進度表--德州博卡奇卡
| 塔段編號  | 運抵發射場時間 | 吊裝完成時間  | 組裝地點                    | 備註             |
| --------- | -------------- | ------------- | --------------------------- | ---------------- |
| Section#1 | 不適用         | 2021年5月4日  | 德州博卡奇卡-星艦軌道發射塔 | 發射塔基座上組裝 |
| Section#2 | 2021年5月22日  | 2021年5月25日 | 德州博卡奇卡-星艦基地       |                  |
| Section#3 | 2021年5月28日  | 2021年5月29日 | 德州博卡奇卡-星艦基地       |                  |
| Section#4 | 2021年6月8日   | 2021年6月14日 | 德州博卡奇卡-星艦基地       |                  |
| Section#5 | 2021年6月15日  | 2021年6月16日 | 德州博卡奇卡-星艦基地       |                  |
| Section#6 | 2021年6月19日  | 2021年6月23日 | 德州博卡奇卡-星艦基地       |                  |
| Section#7 | 2021年6月29日  | 2021年7月2日  | 德州博卡奇卡-星艦基地       |                  |
| Section#8 | 2021年7月15日  | 2021年7月18日 | 德州博卡奇卡-星艦基地       |                  |
| Section#9 | 不適用         | 2021年7月27日 | 德州博卡奇卡-星艦軌道發射場 | 軌道發射塔旁組裝 |

### 塔段組裝進度表--佛羅里達州 甘迺迪太空中心
| 塔段編號  | 運抵發射場時間 | 吊裝完成時間  | 組裝地點                  |
| --------- | -------------- | ------------- | ------------------------- |
| Section#1 | 2022年6月16日  | 2022年6月21日 | 佛羅里達州-甘迺迪太空中心 |
| Section#2 | 2022年6月23日  | 2022年6月28日 | 佛羅里達州-甘迺迪太空中心 |
| Section#3 | 2022年6月27日  | 2022年7月1日  | 佛羅里達州-甘迺迪太空中心 |
| Section#4 | 2022年7月20日  | 2022年7月21日 | 佛羅里達州-甘迺迪太空中心 |
| Section#5 | 2022年7月28日  | 2022年7月30日 | 佛羅里達州-甘迺迪太空中心 |
| Section#6 | 2022年8月9日   | 2022年8月11日 | 佛羅里達州-甘迺迪太空中心 |
| Section#7 | 2022年8月15日  | 2022年8月27日 | 佛羅里達州-甘迺迪太空中心 |
| Section#8 | 2022年8月31日  | 2022年9月初   | 佛羅里達州-甘迺迪太空中心 |
| Section#9 | 2022年9月11日  | 2022年9月13日 | 佛羅里達州-甘迺迪太空中心 |

## 超級重型助推器測試

### 建造/測試進度表
"BN"是 Booster Number（助推器序號）的縮寫；現僅用於地面測試儲罐。
後續軌道飛行試驗，改以 "助推器-"稱之。
* 地面測試機
| 原型                   | 建造開始時間    | 現状     | 退役/廢棄/被摧毁时间 | 最高試飛高度 | 建造地点     | 备注                                                                                       |
| ---------------------- | --------------- | -------- | -------------------- | ------------ | ------------ | ------------------------------------------------------------------------------------------ |
| BN1                    | 2020年9月       | 退役拆解 | 2021年4月13日        | 從未飛行     | 德州博卡奇卡 | 試製全尺寸模型機。已退役，高倉中拆解。                                                     |
| BN2                    | 2021年1月       | 退役拆解 | 2021年6月24日        | 從未飛行     | 德州博卡奇卡 | 壓力測試儲罐。完成兩次壓力測試後退役拆解。                                                 |
| B2.1                   | 2021年10月      | 退役拆解 | 2021年10月           | 從未飛行     | 德州博卡奇卡 | 測試儲罐；完成一次負重模擬測試後退役拆解。                                                 |
| Booster 3              | 2021年3月       | 退役拆解 | 2021年8月14日        | 從未飛行     | 德州博卡奇卡 | 地面測試機。完成測試後退役；測試台A上拆除。                                                |
| B7.1                   | 2022年3月22日   | 退役     | 不適用               | 從未飛行     | 德州博卡奇卡 | 最大動壓測試儲罐。完成7次低溫壓力測試後退役。                                              |
| B14.1                  | 時間點未知      | 暫停測試 | 不適用               | 從未飛行     | 德州博卡奇卡 | 發射塔捕捉測試儲罐。完成數次機械臂夾取測試，為第五次軌道飛行測試做準備。現已運回高倉停放。 |
| EDOME                  | 2022年5月(估計) | 報廢     | 2022年9月30日        | 從未飛行     | 德州博卡奇卡 | 穹頂結構測試儲罐。轉移至"Massey's Site"測試場；低溫測試中計畫性摧毀。                      |
| Hot Stage Test Article | 2023年7月(估計) | 測試中   | 不適用               | 從未飛行     | 德州博卡奇卡 | 熱分離艙段測試儲罐。"Massey's Site"測試場；完成首次結構耐壓測試。                          |

* 軌道飛行測試機
| 原型 | 建造開始時間 | 現状     | 退役/廢棄/被摧毁时间 | 最高試飛高度   | 建造地点     | 备注                                                                                 |
| ---- | ------------ | -------- | -------------------- | -------------- | ------------ | ------------------------------------------------------------------------------------ |
| B4   | 2021年5月    | 退役     | 2022年6月30日        | 從未飛行       | 德州博卡奇卡 | 原首架軌道助推器。地面測試完成後退役，現永久停放於展示區。                           |
| B5   | 2021年7月    | 退役拆解 | 2021年12月8日        | 從未飛行       | 德州博卡奇卡 | 原第二架軌道助推器。完工後退役，現已報廢拆解。                                       |
| B6   | 2021年8月    | 徹底損毀 | 2023年5月15日        | 從未飛行       | 德州博卡奇卡 | 原第三架軌道助推器。取消建造後改裝為測試儲罐，在飛行終止系統測試中被計畫性摧毀。     |
| B7   | 2021年10月   | 徹底損毀 | 2023年4月20日        | 海拔39公里     | 德州博卡奇卡 | 首架軌道助推器。升空過程因發動機故障導致失控，隨後終止任務並自毀。                   |
| B8   | 2021年9月    | 退役拆解 | 2023年1月19日        | 從未飛行       | 德州博卡奇卡 | 第二架軌道助推器。組裝完成後退役，現已報廢拆解。                                     |
| B9   | 2021年10月   | 徹底損毀 | 2023年11月18日       | 海拔90公里     | 德州博卡奇卡 | 第三架軌道助推器。首次完成熱分離。反推過程出現異常，隨後終止任務並自毀。             |
| B10  | 2022年7月    | 徹底損毀 | 2024年3月14日        | 海拔106公里    | 德州博卡奇卡 | 第四架軌道助推器。降落時多數發動機無法重啟而高速濺落海面。                           |
| B11  | 2023年3月    | 徹底損毀 | 2024年6月6日         | 海拔109公里    | 德州博卡奇卡 | 第五架軌道助推器。成功濺落於墨西哥灣並按計畫沉沒。部分推進段殘骸已被打撈並運回基地。 |
| B12  | 2023年5月    | 檢修中   | 不適用               | 海拔96公里     | 德州博卡奇卡 | 第六架軌道助推器。完成首次發射塔機械臂捕捉，已返回一號巨倉內檢修。                   |
| B13  | 2023年8月    | 已沉沒   | 不適用               | 海拔98公里     | 德州博卡奇卡 | 第七架軌道助推器。水上軟著陸後沈沒。                                                 |
| B14  | 2024年2月    | 組裝中   | 不適用               | 海拔91公里     | 德州博卡奇卡 | 第八架軌道助推器。完成第二次發射塔機械臂捕捉，已返回一號巨倉內檢修。                 |
| B15  | 2024年1月    | 測試中   | 不適用               | 軌道級飛行測試 | 德州博卡奇卡 | 第九架軌道助推器。完成測試後返回一號巨倉內檢修。                                     |
| B16  | 2024年3月    | 組裝中   | 不適用               | 軌道級飛行測試 | 德州博卡奇卡 | 第十架軌道助推器。組裝中。                                                           |
| B17  | 2024年3月    | 組裝中   | 不適用               | 軌道級飛行測試 | 德州博卡奇卡 | 第十一架軌道助推器。組裝中。                                                         |

### 結構測試儲罐--建造/測試詳細時間軸
BN1 （已退役）--試製全尺寸模型機
- 2020年8月31日，馬斯克表示，超級重型BN1將會在這個星期開始建造。

- 2020年9月，開始整合儲罐；並於2021年3月份完成。

- 2021年3月18日，馬斯克表示，BN1僅做為建造及地面運輸測試用的全尺寸模型，後續原型機將變更設計。

- 2021年3月30日，馬斯克表示，BN1的建造跟測試已完成，將退役拆解。到此為止，BN1一直處於高倉中從未被推出。

- 2021年4月13日，開始在高倉中拆解。

BN2（已退役）--壓力測試儲罐
--建造階段--
- 2021年1月19日，BN2開始建造，用於發動機艙穹頂測試。

- 2021年5月27日，中倉組裝中。

- 2021年6月2日，BN2組裝完成，並被拉出中倉，安裝於專用測試架(改裝之壓力測試鼻錐底座)上等待測試。

--測試階段--
- 2021年6月3日，自走式模組化運輸車將BN2.1運抵了亞軌道測試臺B旁，預備測試。[128]

- 2021年6月8日晚，完成第一次液態氮低溫加壓測試及發動機艙穹頂壓力測試。[129]

- 2021年6月17日晚，完成第二次液態氮低溫加壓測試及發動機艙穹頂壓力測試。[130]

--退役--
- 2021年6月24日，BN2完成測試並退役；不久後被運回生產基地的廢料場，等待拆解。[131]

- 2021年7月16日，BN2被吊離測試架；測試架將重覆用於其他測試儲罐。

- 2021年8月17日，BN2被固定在推進劑生產廠附近一座新建混凝土基座上。

B2.1 （完成測試）--穹頂測試儲罐
--建造階段--
- 2021年10月2日，B2.1測試儲罐在中倉內完成組裝；由助推器頂部艙段與星艦推進艙段接合而成。[132]

- 2021年10月13日，測試儲罐推出中倉；推測用於測試新型推力圓盤。

- 2021年10月28日，B2.1運抵推力模擬測試裝置存放區。

--測試階段--
- 2021年10月29日，B2.1被吊上推力模擬測試裝置；將用於測試軌道星艦之推進段穹頂。

- 2021年11月13日，測試裝置運抵軌道發射場；並停放於發射塔附近，預備測試。

- 2021年12月3日，進行了一次液氮低溫加壓測試。

- 2021年12月6日，運回生產基地；停放於SN15、16旁。

- 2021年12月14日，開始安裝壓力測試頂蓋，預備進行助推器負重的模擬測試。

- 2022年1月12日，測試完成；壓力測試頂蓋被拆除。

- 2022年1月25日，B2.1被吊離測試台。

B3/ 助推器-3 （已退役）--全尺寸地面測試機
--建造階段--
- 2021年4月，BN3開始建造，計畫搭配星艦SN20進行首次軌道飛行測試。

- 2021年5月17日，BN3開始在高倉中，星艦SN16旁邊進行組裝。[133]

- 2021年5月20日，推進劑歧管(Propellant Manifold)運抵生產基地。[134]

- 2021年5月23日晚，下部(液氧儲罐)箭體開始總裝。[135]

- 2021年5月26日，馬斯克在Twitter發布在高倉拍攝的照片，當中可見下部箭體已接近完成。[136]

- 2021年5月26日，馬斯克在推文中稱BN3為"助推器-2" (Booster 2)；引發了沿用BN2編號的猜測。最後統一改稱"助推器-3"(Booster 3/B3)。

- 2021年5月29日，馬斯克表示，"助推器-3"發動機數量從28具改為29具。[137]

- 2021年6月1日，下部箭體已完成。[138]

- 2021年6月6日，液態甲烷推進劑主輸送管被運至高倉前，並吊入準備安裝。[139]

- 2021年6月14日，頂部艙段推出生產棚廠；與液態甲烷儲罐穹頂接合。[140]

- 2021年6月15日凌晨，馬斯再度發布照片，可見推進艙段部件正準備組裝。[141]

- 2021年6月22日，頂部艙段出現在生產棚廠外，熱噴氣操縱系統(Hot gas Reaction Control System, RCS)已安裝。[142]

- 2021年6月25日，馬斯克表示，"助推器-3"即將建造完成；並將作為測試儲罐，移往改裝後的亞軌道測試台A上。[143]

- 2021年6月28日，上部箭體開始組裝。[144]

- 2021年6月29日，上部箭體組裝完成。下午，迅速與下部箭體接合。[145]

- 2021年6月30日，SpaceX人員連夜完成最後的焊接作業；"助推器-3"完成建造。

--測試階段--
- 2021年7月1日中午，運抵並吊上測試台A，預計7月6日開始測試。[146]

- 2021年7月9日深夜，完成首次氣密測試(Venting Test)。[89]

- 2021年7月11日凌晨，RC57、59兩具猛禽發動機率先運抵測試台，並進行安裝測試。[147]

- 2021年7月13日，"助推器-3"完成一次小規模低溫加壓測試。[148]

- 2021年7月14日凌晨，RC57、59、62三具發動機完成安裝，靜態點火測試不早於下週一。[149]

- 2021年7月19日傍晚，"助推器-3"完成第一次靜態點火測試。[150]

- 2021年7月20日上午，馬斯克發文表示，基於"助推器-4"的建造進度；"助推器-3"將嘗試安裝9具發動機，進行點火測試。[151]

- 2021年7月22日，RC57、59兩具發動機被拆卸；運回生產基地。[152]

- 2021年7月23日，RC62也被拆卸；運回生產基地。[153]

- 2021年7月24日，三具發動機被裝上運輸車；運回麥格雷戈(McGregor)的測試基地檢修。[154]

- 2021年7月25日，發動機再次運回生產基地。

- 2021年8月3日，三具發動機被發現用於"星艦-20"的發動機測試安裝。

--退役--
- 2021年8月14日，"助推器-3"測試完成並退役。下午開始在測試台A上拆解。

- 2021年8月15日，在甲烷儲罐完全切除後，拆解作業停止。

- 2022年1月8日，拆解作業恢復，液氧儲罐開始切割。

- 2022年1月13日，最後一截艙段切除，"助推器-3"拆解完畢。

B7.1（測試完成）--最大動壓測試儲罐
--建造階段--
- 2022年3月22日，B7.1的下部穹頂艙段外殼(Aft. Dome Section)完成翻轉。為一新型測試儲罐。[155]

- 2022年6月為止，B7.1建造進度暫時不明。

- 2022年6月8日，上部穹頂艙段(Fwd. Dome Section)出現在生產基地。

- 2022年6月9日，上部穹頂艙段(Fwd. Dome Section)推入高倉，與下部穹頂艙段(Aft. Dome Section)接合。B7.1組裝完成。

- 2022年6月16日，B7.1在高倉內被吊上測試支架，

- 2022年6月17日，B7.1推出高倉，並轉移至發射場；同時，暱稱"壓罐器"(Can Crusher)的最大動壓模擬裝置也運抵發射場。

- 2022年6月19日，B7.1起吊並固定於結構測試平台上。

- 2022年6月20日，測試裝置起吊，並固定於"B7.1"頂上；預備測試。

- 2022年6月28日，完成首次最大動壓模擬測試。

- 2022年7月21日，完成第二次最大動壓模擬測試。

- 2022年7月25日，"最大動壓模擬裝置"吊離B7.1，並運回生產基地。

- 2022年7月27日，完成第一次低溫壓力測試。

- 2022年7月30日，B7.1測試完成。同日起吊至運輸平台上；隨後運回生產基地並推入中倉。

- 2022年9月8日，再度運回測試場的"B7.1"，於同日完成第三次最大動壓模擬測試。隨後，模擬裝置被拆除。

- 2022年9月9日，"最大動壓模擬裝置"被運回生產基地；"B7.1"也於同日從結構測試平台轉移至運輸車上。

- 2022年9月12日，"結構測試平台"也被運回生產基地。

- 2022年9月20日，"B7.1"被運回生產基地。

- 2022年9月23日，根據曝光的空拍照，"B7.1"已運抵布朗斯維爾(Brownsville)的"Massey's Site"測試場。

EDOME（報廢/計畫性摧毀）--測試儲罐
--建造/組裝階段--
- 2022年6月8日，名為"EDOME"(Ellipse Dome，"橢圓穹頂")的測試儲罐建造完成；並運抵測試場。將用於測試新穹頂結構。

- 2022年8月24日，未進行測試的"EDOME"被運回生產基地，並停放於展示區附近。

--測試/計劃性摧毀--
- 2022年9月23日，根據曝光的空拍照，"EDOME"已運抵發射場不遠處新建的"Massey's Site"測試場。

- 2022年9月30日，"EDOME"進行了一次低溫壓力測試；測試結束後被計畫性摧毀。

Hot Staging Test Article (等待測試) --測試儲罐
--建造/組裝階段--
- 2023年7月30日，由試製的熱分離環(Hot Staging Ring)及助推器頂部艙段組成的測試儲罐推出棚廠，將針對前者進行測試。

- 2023年7月31日，運抵"Massey's Site"測試場並起吊至測試平台上；頂部安裝壓力測試頂蓋，預備進行耐壓測試。

### (舊型)軌道飛行試驗機--建造/測試詳細時間軸
B4/ 助推器-4 （已退役）
--建造階段--
- 2021年5月，BN4開始建造。

- 2021年5月30日，推力圓盤(Thrust Puck)運抵生產基地。[156]

- 2021年6月16日，完成穹頂接合的BN4頂部艙段，被推入棚廠。[157]

- 2021年6月24日，馬斯克表示，熱噴氣操縱系統結構複雜；且暫非軌道飛行計畫的重心。因此，首架入軌的超級重型將不會安裝；以加快測試速度。[158]

- 2021年6月25日，BN4改為首架軌道測試原型機；後被改稱"助推器-4"(Booster 4)。[143]

- 2021年7月1日，馬斯克表示，"助推器-4"已有多項設計變更。[159]

- 2021年7月3日，中間段的通用穹頂(Common Dome)與艙段外殼完成接合。[160]

- 2021年7月17日，通用穹頂艙段(Common Dome Section)、下部箭體2號艙段(Aft Section 2)在高倉中完成組裝。總高度為8層鋼環(Ring Sections)。同時，下部箭體4、5號艙段(Aft Section 4,5)推出棚廠。[161]

- 2021年7月20日，下部穹頂艙段(Aft Dome Section)、上部箭體2,3,4號(Fwd Section 2,3,4)三個艙段，出現在高倉外。[94]

- 2021年7月20日，完成組裝的通用穹頂艙段及下部箭體2號艙段(Aft Section 2)；與下部箭體3號艙段(Aft Section 3)完成吊裝。總高度達12層鋼環。

- 2021年7月24日，下部箭體4號艙段完成組裝。[162]

- 2021年7月25日，下部箭體5號艙段完成組裝。液氧儲罐(LOX)部分建造完成，總高度達20層鋼環。[163]

- 2021年7月26日，液態甲烷推進劑輸送管運抵；並於晚間開始安裝。[164]

- 2021年7月28日，上部箭體艙段開始吊裝。[165]

- 2021年7月29日，上部箭體4號艙段開始吊裝。隔日凌晨，馬斯克發布照片；顯示正在安裝低溫推進劑進料管線系統的"助推器-4"推進艙段。該艙段於上午開始吊裝。[165][165]

- 2021年7月30日，液態甲烷儲罐部份建造完成，並暫時移出高倉；總高度為13層鋼環。第一片格柵翼(Grid Fin)運抵生產基地，並於隔日凌晨開始安裝。[166][167]

- 2021年7月31日上午，第一片格柵翼安裝完成。馬斯克表示，超級重型的格柵翼不可收折。[168]

- 2021年8月1日，剩餘三片格柵翼完成安裝。儲罐部分於下午整合完成，並開始安裝發動機。

- 2021年8月2日，全部29具發動機完成安裝。"助推器-4"完成建造。[169]

--測試階段--
- 2021年8月3日，推出高倉；運抵初步完成的軌道發射台旁(馬斯克稱其為"Stage 0")。等待吊上發射台測試。

- 2021年8月4日，吊上軌道發射台；同日進行一次氣密測試。[170]

- 2021年8月5日，準備與"星艦-20"進行接合測試。後因風速過高而取消。[171]

- 2021年8月6日上午，"助推器-4"與"星艦-20"成功進行接合測試；星艦系統完全體成型。兩者於1小時後分離，之後個別運回生產基地繼續完成細部裝配。[172]

- 2021年8月11日上午，"助推器-4"吊離發射台；運回生產基地，安裝飛控系統及測試設備。29具發動機於同日開始拆卸放回棚廠。

- 2021年8月25日，猛禽發動機開始重新安裝。

- 2021年9月7日，"助推器-4"從高倉推出；運抵軌道發射場。[173]

- 2021年9月8日上午，"助推器-4"被吊上軌道發射支撐台"Stage 0"；預備測試。[174]

- 2021年9月10日，馬斯克表示，"助推器-4"的靜態點火測試定於下週。

- 2021年9月14日，由於颶風侵襲；靜態點火測試延期。

- 2021年9月18日，RC67發動機被拆卸。[175]

- 2021年9月19日，RC64發動機安裝完成(替換RC67)。[176]

- 2021年9月24日，根據SpaceX內部人員透露: "助推器-4"將暫時吊離發射台，安置於運輸支架上；以騰出空間吊裝機械臂。

- 2021年9月25日下午，"助推器-4"吊離發射台；放置於運輸支架上。

- 2021年9月26日，"助推器-4"被移置於舊亞軌道降落場旁。

- 2021年10月3日，複合材料纏繞壓力容器（Composite-Overwrapped Pressure Vessel，COPV）的空氣罩運抵發射場。[177]

- 2021年10月8日，海平面發動機開始分批拆卸運回生產基地；預備將來的低溫加壓測試。

- 2021年10月12日，發動機被裝載上運輸車；運離星艦基地。

- 2021年10月14日，又有5具發動機被拆卸；準備運回生產基地。

- 2021年10月26日，開始安裝發動機艙隔熱罩。

- 2021年10月27日，4具壓力容器空氣罩預備安裝。

- 2021年11月11日，空氣罩開始安裝。

- 2021年12月6日，"助推器-4"計畫於本週吊運至發射平台上，預備測試。此次將使用SpaceX採購的一部全新LR11000起重機起吊。

- 2021年12月12日，移動至發射平台旁預備起吊。

- 2021年12月14日，起吊至發射平台上，預備測試。

- 2021年12月16日，快速連接/燃料臂與"助推器-4"進行了首次對接。

- 2021年12月17日，"助推器-4"透過軌道燃料場，完成一次液態氮小規模低溫加壓測試。

- 2021年12月18日凌晨，馬斯克在推特上，首次曝光"助推器-4"，其中9具發動機(內環8具+中心1具)的向量作動測試。

- 2021年12月21日，完成一次液態氮長時間低溫加壓測試。

- 2021年12月23日晚，完成一次發動機點火裝置(Igniter)測試。

- 2021年12月29日凌晨，點火裝置又進行了數次測試。

- 2021年12月30日，LR11000 起重機將"助推器-4"吊離發射台；並運至舊亞軌道降落場停放。

- 2022年1月13日，剩餘空氣罩開始陸續安裝。

- 2022年1月14日，個別發動機的隔熱罩完成安裝。

- 2022年1月19日，全部空氣罩完成安裝。

- 2022年2月1日，29具發動機的噴嘴被噴上防護漆。4片柵格翼的保險栓被卸除。

- 2022年2月2日，LR11000起重機與"助推器-4"連接，預備起吊。

- 2022年2月7日，"助推器-4"起吊至軌道發射台上。

- 2022年2月9日，預備隔日馬斯克的專題演講；與"星艦-20"完成了第二次接合測試；

- 2022年2月14日，與"星艦-20"分離；並於當天進行了一次液氧儲罐低溫加壓測試。

- 2022年3月2日，完成第二次液態氮長時間低溫加壓測試；總計加注約3,200噸液態氮。

- 2022年3月16日，與"星艦-20"對接，完成首次星艦系統完全體(Full-Stack Starship)之小規模液態氮低溫加壓測試。

- 2022年3月20日，與"星艦-20"分離，預備進行下一輪測試。

- 2022年3月21日，進行首次液態甲烷加注測試。

- 2022年3月22日，馬斯克發文透露，SpaceX將改以裝備二代猛禽的星艦系統來執行首次軌道級飛行測試；因此，"星艦-20"及"助推器-4"將在地面測試結束後直接退役。[85]

- 2022年3月24日，"助推器-4"被吊離'發射台，固定於於新建造的運輸支架上；隨後運往舊亞軌道降落場停放。

--退役--
- 2022年6月30日，"助推器-4"正式退役；隨後運回生產基地，並永久停放於展示區。

B5/ 助推器-5 （已退役拆解）
--建造階段--
- 2021年7月，"助推器-5"開始建造，為第二架軌道助推器。

- 2021年7月11日，推力圓盤運抵生產基地。[178]

- 2021年8月10日，通用穹頂(Common Dome)艙段外殼出現在生產基地。

- 2021年8月14日，多個艙段部件陸續推出棚廠。

- 2021年8月18日，下部穹頂(Aft Dome)與艙段外殼完成接合。[179]

- 2021年8月21日，上部箭體2號艙段(Fwd. Section 2)出現在棚廠外。[180]

- 2021年8月30日，馬斯克表示，"助推器-5"將使用發射塔上的"機械哥吉拉"(Mechazilla)---自動化機械臂(暱稱"筷子"，Chopsticks)進行捕捉回收。[181][182]

- 2021年9月1日，通用穹頂(Common Dome)與艙段外殼完成接合。[183]

- 2021年9月6日深夜，推進段穹頂(Thrust Dome)與艙段外殼完成接合。

- 2021年9月10日，通用穹頂艙段(Common Dome Section)移入高倉。"助推器-5"邁入高倉組裝階段。

- 2021年9月14日，上部穹頂艙段外殼完成翻轉。[184]

- 2021年9月16日，通用穹頂艙段(Common Dome Section)與下部箭體艙1號段(Aft. Section 1)完成接合；總高度為8層鋼環。

- 2021年9月17日，下部箭體2艙段(Aft. Section 2)完成接合；總高度累計12層鋼環。

- 2021年9月20日，數據線路導管、儲罐增壓氣體輸送管道開始安裝。

- 2021年9月21日，下部箭體3號艙段(Aft. Section 3)完成接合；總高度累計16層鋼環。

- 2021年9月22日，下部箭體4號艙段(Aft. Section 4)完成接合；總高度達20層鋼環。[185]

- 2021年9月27日，上部箭體4號艙段(Fwd. Section 4)推出棚廠。

- 2021年9月28日，液態甲烷推進劑輸送管；液態氧頂部儲罐(Header Tank)同時運抵生產基地。

- 2021年9月29日，頂部艙段推出棚廠。

- 2021年9月30日，頂部艙段推回棚廠。第一片柵格翼(Grid Fin)出現在生產基地。

- 2021年10月2日，推進艙段(Thrust Section)完成翻轉。[132]

- 2021年10月5日，頂部艙段與上部箭體2號艙段(Fwd. Section 2)；在棚廠中完成接合。[186]

- 2021年10月6日凌晨，上部艦體推入高倉繼續組裝。[187]

- 2021年10月12日，上部艦體組裝完成，總高度累計13層鋼環。同日晚，第1片柵格翼開始安裝。

- 2021年10月13日，全部4片柵格翼完成安裝。

- 2021年10月22日，下部箭體5號艙段(Aft. Section 5)出現在高倉外。

- 2021年11月19日，上部艦體移動預備起吊位置。

- 2021年11月20日，完工的下部箭體被吊上運輸支架；上部箭體隨後吊裝接合，儲罐部分整合完成。

- 2021年12月3日，"助推器-5"被短暫推至高倉門口位置。

--退役--
- 2021年12月8日，"助推器-5"提前退役，並運至SN15、16附近作永久展示。SpaceX將集中精力於改良版助推器的研製。[188]

- 2022年6月27日，"助推器-5"轉移進巨倉，4片柵格翼均被拆除。

- 2022年6月28日，柵格翼被重新安裝。

- 2022年6月30日，巨倉中的"助推器-5"正式報廢；隨後開始拆解，艙段逐一運往廢料場報廢。

B6/ 助推器-6（徹底損毀）
--建造階段--
- 2021年8月20日，推力圓盤運抵生產基地；"助推器-6"開始建造。為第三架軌道助推器。

- 2021年9月12日，通用穹頂(Common Dome)艙段外殼出現在棚廠外。

- 2021年10月5日，上部箭體2號艙段(Fwd. Section 2)；下部箭體5號艙段(Aft. Section 5)出現在棚廠外。[189]

- 2021年10月25日，尾部艙段穹頂(Aft. Dome)運抵翻轉作業區，預備翻轉。

- 2021年11月12日，穹頂完成翻轉。

- 2021年11月13日，一截下部箭體艙段出現在生產基地。

- 2021年11月29日，通用穹頂(Common Dome)艙段外殼完成翻轉。

- 2021年12月7日，上部穹頂艙段(Fwd. Dome Section)、通用穹頂艙段(Common Dome Section)同時出現在棚廠外。

--停止建造--
- 2021年12月9日，兩個穹頂艙段被移至中倉前接合；其他部件轉移至"助推器-7"。"助推器-6"停止建造。

- 2021年12月10日，"助推器-6"推入高倉。

- 2021年12月15日，移至SN15、16附近停放。

- 2022年2月19日，起吊至結構測試平台上。

--地面測試/徹底損毀--
- 2023年5月15日下午，已改裝成測試儲罐，且被轉移至"Massey's Site"測試場的"助推器-6"；於本日下午進行的飛行終止系統(FTS)測試中計畫性摧毀，殘骸被迅速清運。

### (改良型)軌道飛行驗證機--建造/測試詳細時間軸
B7/ 助推器-7 （徹底損毀）
--建造階段--
- 2021年10月，"助推器-7"開始建造，為裝備33具發動機的首架改良版助推器。

- 2021年10月3日，適用33具發動機配置的新型13孔推力圓盤；運抵生產基地。[132]

- 2021年11月13日，下部箭體5號艙段(Aft. Section 5)推出棚廠。

- 2021年11月15日，上部穹頂(Fwd. Dome)完成翻轉。[190]

- 2021年12月9日，接收原"助推器-6"已完成的部件；以加快建造進度。

--組裝階段--
- 2021年12月22~27日，通用穹頂艙段(Common Dome)與下部箭體1、2、3號艙段(Aft. Section 1, 2, 3)，在高倉中陸續完成接合。

- 2021年12月28日，下部箭體4號艙段(Aft. Section 4)完成接合；同時，上部箭體3號艙段(Fwd. Section 3)推出棚廠。[191]

- 2022年1月7日， 下部箭體5號艙段(Aft. Section 5)推入高倉；並於隔日凌晨完成接合。

- 2022年1月14日，上部穹頂艙段(Fwd. Dome Section)運抵高倉前。

- 2022年1月16日，上部箭體3號艙段(Fwd. Section 3)推入高倉。

- 2022年1月19日，上部穹頂、3號兩個艙段在高倉內完成接合。

- 2022年1月28日，上部箭體完成組裝；僅剩下部箭體的推進艙段尚待組裝。

- 2022年2月3日，4片柵格翼運抵生產基地；全部漆成了白色。

- 2022年2月7日，儲罐自增壓管線吊入高倉安裝完成。

- 2022年2月9日，新型降落用推進劑儲罐(Header Tank)；及低溫甲烷推進劑導流管(Down-comer)吊入高倉，並完成安裝。

- 2022年2月13日，上部箭體被移往中倉停放(尚未安裝柵格翼)，以騰出空間組裝"星艦-22"。

- 2022年3月5日，推進艙段被推入高倉，與下部箭體(Aft. Section)完成接合；先期安裝的著陸用儲罐(Header Tank)及快速斷開面板(QD Plate, 即低溫推進劑加注口)已明顯變更設計。[192]

- 2022年3月8日，複合材料纏繞壓力容器(COPV)沿箭體中軸線，縱向堆疊方式完成安裝；以改善氣動性能。

- 2022年3月9日晚，上部箭體被移回高倉(未安裝柵格翼)；並於隔日凌晨起吊，與下部箭體完成接合。儲罐部分整合完成。

- 2022年3月20日，壓力容器空氣罩開始安裝。

- 2022年3月22日，馬斯克發文透露，SpaceX將改以裝備二代猛禽的改良版星艦系統，來執行首次軌道級飛行測試。因此，"助推器-7"將取代"助推器-4"，成為首架軌道飛行測試機。[85]

- 2022年3月24日，短暫推出高倉(空氣罩安裝完成，未安裝柵格翼)；隨後被推回。

--地面測試階段--
- 2022年3月31日，"助推器-7"移出高倉；並運往舊亞軌道降落場停放，等待測試。

- 2022年4月2日，移動至軌道發射場，並起吊至發射台上；預備測試。

- 2022年4月4日，進行第一次液態氮低溫加壓測試。

- 2022年4月12日，卸載至發射台旁的結構測試平台；並於同日下午進行第一次室溫壓力測試。

- 2022年4月13日，進行第二次室溫壓力測試。

- 2022年4月14日，進行第二次液態氮低溫加壓測試。

- 2022年4月18日，從結構測試平台轉移至運輸支架上；運回生產基地後推入高倉。

- 2022年4月24日，工作人員開始替換低溫測試後，變形損毀的甲烷導流管(Down Comer)。

- 2022年5月6日，"助推器-7"移出高倉並運抵軌道發射場，隨後起吊安放至發射平台；並於同日進行第三次液態氮低溫加壓測試。

- 2022年5月13日，"助推器-7"從發射平台上卸載並運回生產基地；隨後推入新建中的"巨倉"(Mega Bay)，預備安裝二代猛禽發動機。

- 2022年5月17日，第一批3具二代猛禽推入"巨倉"(Mega Bay)，"助推器-7"開始安裝發動機。

- 2022年6月3日，4片柵格翼完成安裝。新式柵格翼採用不鏽鋼製，取代昂貴的鈦合金。

- 2022年6月10日，馬斯克發佈照片，顯示"助推器-7"的33具二代猛禽發動機已全數安裝完成。[193]

- 2022年6月23日，"助推器-7"從高倉推出，轉移至發射場。隨後由機械臂夾起安放於發射平台上，預備第一次靜態點火測試。

- 2022年6月25日，進行一次發動機點火裝置(Raptor Igniter)測試。

- 2022年6月26日凌晨，發動機維護平台移至發射平台下方，工作人員開始為中心的3具發動機安裝隔熱罩(Shielding)。同日，點火裝置又進行了數輪測試。

- 2022年6月28日，工作人員以加注少量液態氮的方式，進行發射平台管線的測試；完成後，"助推器-7"隨即洩壓。

- 2022年7月3日，發動機維護平台再度移至發射平台下方，工作人員開始為剩下的30具發動機安裝隔熱罩。

- 2022年7月7日，點火裝置再次進行了測試。

- 2022年7月11日，進行33具發動機的渦輪啟動測試。過程中，用於驅動渦輪的氣態甲烷及氧氣；從噴口排出時與空氣混合發生強烈爆炸。爆炸時產生的火球及衝擊波，造成發射平台及助推器部分損毀。

- 2022年7月13日，1具受損的發動機被替換。

- 2022年7月14日，機械臂將"助推器-7"夾起並放置於運輸平台上，準備運回生產基地維修。

- 2022年7月15日，"助推器-7"運抵生產基地；並推入巨倉內等待維修。

- 2022年7月20日，13具發動機被拆除；並運回麥克雷戈(McGregor)的發動機測試基地。

- 2022年8月5日深夜，"助推器-7"推出巨倉返回發射場，預備進行外圈20具發動機的測試(中心13具發動機及隔熱罩皆未安裝)。

- 2022年8月6日，機械臂在下降過程中，驅動機械臂開合的主液壓缸意外爆裂損毀；"助推器-7"因故轉移至測試場停放。

- 2022年8月8日，"助推器-7"移回發射場，由LR11000起重機起吊至發射台上；同日，順利完成兩次渦輪啟動測試(1~2具發動機)。

- 2022年8月9日，完成首次單發動機靜態點火測試(約5~6秒)。

- 2022年8月11日，完成首次單發動機長時間靜態點火測試(約21秒)；順便測試了自增壓系統(Autogenous Pressurization)。

- 2022年8月13日，"助推器-7"吊離發射台，隨即運回生產基地；並推入巨倉安裝剩餘13具發動機。

- 2022年8月23日，安裝完發動機的"助推器-7"推出，巨倉隨後轉移至發射場；由機械臂起吊至發射台上，預備下一輪測試。

- 2022年8月24日，完成一次點火裝置測試。

- 2022年8月25日，完成數次3具發動機渦輪啟動測試。

- 2022年8月31日，完成首次3具發動機靜態點火測試(約6秒)。

- 2022年9月12日，完成首次全發動機渦輪啟動測試

- 2022年9月16日，完成一次7具發動機渦輪啟動測試；為下一輪靜態點火測試做準備。

- 2022年9月19日，連續進行了兩輪7具發動機的渦輪啟動測試。

- 2022年9月20日，完成首次7具發動機靜態點火測試。

- 2022年9月21日，機械臂將"助推器-7"吊離發射台；隨後運回生產基地的巨倉內檢修。

- 2022年9月28日，中間3具發動機的防護罩運進巨倉。

- 2022年10月7日，"助推器-7"推出巨倉並返回發射場，等待吊運上發射台。

- 2022年10月10日，機械臂將"助推器-7"起吊至發射台，安裝了尚缺的最後1具中心發動機。同時，一旁的"星艦-24"也移動至起吊位置。

- 2022年10月11日，"星艦-24"被起吊，並與"助推器-7"進行對接測試。

- 2022年10月16日，與"星艦-24"分離。

- 2022年10月20日，機械臂再度將兩者對接；預備進行對接狀態下的低溫加壓測試(Full Stack Cryo Test)。

- 2022年10月26日，"B7+S24"星艦系統首次分別進行雙儲罐的低溫加壓測試。

- 2022年11月7日，單獨進行一次低溫加壓測試。

- 2022年11月8日，"星艦-24"再度與其分離；預備進行發動機測試。

- 2022年11月11日，連續進行了數次複數發動機的渦輪啟動測試。

- 2022年11月14日，完成首次14具發動機靜態點火測試(約7秒)。

- 2022年11月29日，在液氧儲罐全滿的狀態下，完成首次11具發動機靜態點火測試(約13秒)。

- 2022年12月2日，替換了兩具在測試中受損的發動機；並於同日吊離發射台。

- 2022年12月5日，再度返回生產基地；並推入巨倉檢修及安裝發動機側面防護罩。

- 2023年1月3日，平板運輸車抵達巨倉前，等待將"助推器-7"運往發射場。

- 2023年1月8日，檢修完畢的"助推器-7"推出巨倉，運往發射場。

- 2023年1月9日，起吊至發射台。

- 2023年1月10日，與"星艦-24"進行對接測試。

--濕式演練--
- 2023年1月12日，SpaceX表示，"B7S24"進入發射前測試階段。

- 2023年1月13日，完成一次低溫加壓測試，順便測試改良後的洩壓裝置。

- 2023年1月17日，同時進行低溫加壓及發動機預冷測試(Engine Chill)。

- 2023年1月23日，完成首次濕式演練(Wet Dress Rehearsal, WDR)。

- 2023年1月24日，與"星艦-24"分離，預備全發動機靜態點火測試。

- 2023年1月28日，2具舊發動機被拆卸替換。

- 2023年2月9日，完成首次31具發動機靜態點火測試(1具未測試，另1具因故障自動關閉)。馬斯克推文表示，此次測試使用50%推力(軌道飛行時將使用90%)。

- 2023年3月10日，由機械臂吊離發射台安放於運輸架上；隨後移往不遠處的待命區停放，以利發射台內部施工的進行。

- 2023年3月29日深夜，"助推器-7"推回發射平台旁，上午再由機械臂起吊上發射台。

- 2023年4月1日，完成4片柵隔翼的作動測試。

- 2023年4月3日，進行了一次低溫加壓測試。

--發射演練-- 
- 2023年4月5日，與"星艦-24"對接，預備11日的發射演練(Launch Rehearsal)。

- 2023年4月11日，與"星艦-24"分離；後者將安裝"飛行終止系統"(FTS)。

--軌道飛行測試--
- 2023年4月15日，機械臂再度將"星艦-24"起吊對接；預備17日的發射。

--取消發射--
- 2023年4月17日，由於助推器的1具增壓閥門疑似因凍結而出現異常，SpaceX於倒數11分鐘時宣布取消發射；倒數則繼續直到40秒時停止。馬斯克表示，將於接下來數日內再度嘗試。

--成功發射/空中解體--
- 2023年4月20日，進行首次飛行測試。升空過程中因發動機及液壓系統失效導致失控滾轉；最後觸發了自毀程序，連同"星艦-24"於39000米高空爆炸解體。

B8/ 助推器-8 （已退役/拆解）
--建造階段--
- 2021年9月，推力圓盤運抵基地；"助推器-8"開始建造。為第2架改良版助推器。

- 2022年1月26日，上部穹頂(Fwd. Dome)與艙段外殼(Fwd. Dome Section)，在個別翻轉後完成接合。

- 2022年1月31日，上部穹頂艙段出現在棚廠內。

- 2022年2月3日，甲烷儲罐與推進劑輸送管接合處的集油盤(Tank sump)運抵生產基地。

- 2022年2月15日， 下部箭體2、3號艙段(Aft. Section 2,3)同時出現在生產基地。[194]

- 2022年2月18日，通用穹頂艙段(Common Dome Section)運抵高倉前。

- 2022年3月1日，推進段穹頂(Aft. Dome)及艙段外殼；於棚廠外完成翻轉接合。

- 2022年3月6日，上部箭體2號艙段(Fwd. Section 2)推出棚廠。[195]

- 2022年3月8日，通用穹頂艙段(Common Dome Section)被運往廢料場；推測已變更設計。

- 2022年3月11日，上部穹頂艙段吊入高倉；與上部箭體2號艙段(Fwd. Section 2)完成接合。同日，上部箭體3、4號艙段(Fwd. Section 3, 4)推出棚廠。

- 2022年3月24日，上部箭體3、4號艙段(Fwd. Section 3, 4)先後推入高倉，並於隔日凌晨完成接合；甲烷儲罐箭體組裝完成，共計13層鋼環。

- 2022年4月1日，下部箭體2~5號(Aft. Section 2~5)四個艙段準備移往高倉；隨後，2號艙段率先推入高倉。

- 2022年4月2日，新設計的通用穹頂艙段，與下部箭體2號艙段(Aft. Section 2)完成接合。

- 2022年4月4日，甲烷儲罐箭體(Methane Tank Section)與"星艦-24"的推進艙段(Thrust Section)，在高倉內進行了對接測試。

- 2022年4月5日，"星艦-24"的推進艙段分離。

- 2022年4月14日，組裝後的"通用穹頂+下部箭體2號艙段"，被移出至高倉前。

- 2022年4月15日，艙段推回高倉，與下部箭體3號艙段(Aft. Section 3)完成接合。

- 2022年4月17日，下部箭體4號艙段(Aft. Section 4)完成接合。

- 2022年4月18日，組裝中的下部箭體短暫移出高倉停放。

- 2022年5月15日，下部箭體推回高倉繼續組裝。同日，下部箭體5號艙段(Aft. Section 5)完成接合。

- 2022年5月19日，低溫甲烷推進劑導流管(Down-comer)吊入高倉，並完成安裝。

- 2022年5月31日，下部箭體5號艙段(Aft. Section 5)推出棚廠，並推入高倉完成接合。

- 2022年7月4日，暫緩建造。

- 2022年7月6日，恢復建造；甲烷及液氧儲罐兩部分箭體同時推入巨倉。

- 2022年7月7日，上、下兩部分艦體完成接合；"助推器-8"組裝完成。

- 2022年7月16日，4片柵格翼運抵生產基地。

--測試階段--
- 2022年9月20日，推出巨倉(柵格翼及發動機皆未安裝)，並運抵測試場等待測試。

--退役/報廢拆解--
- 2022年10月31日，"助推器-8"取消測試並退役。運回生產基地後停放於展示區。

- 2023年1月19日，"助推器-8"報廢；於夜間從展示區轉移進入巨倉，等待拆解。

- 2023年1月20日，開始拆解。液態甲烷儲罐被首先切割分離。

- 2023年1月21日，切割下的上部穹頂(Fwd. Dome)及推進艙段(Thrust Section)先後推出巨倉。

B9/ 助推器-9 （徹底損毀）
- "助推器-9"將裝備並測試電力驅動向量的改良版二代猛禽發動機。

--建造階段--
- 2021年10月，推力圓盤運抵生產基地；"助推器-9"開始建造。為第3架改良版助推器。

- 2022年3月10日，通用穹頂(Common Dome)與艙段外殼推出棚廠，並完成翻轉接合。

- 2022年5月28日，上部箭體2號艙段(Fwd. Section 2)推出棚廠。

--組裝階段--
- 2022年7月17日，上部箭體各艙段陸續推入巨倉(Mega Bay)。

- 2022年8月24日，一截液氧艙段(LOX Tank Section)推至巨倉前。

- 2022年9月14日，一截4層鋼環(4 Ring Section)的艙段完成接合；此時下部箭體的高度已達到16層鋼環。

- 2022年9月26日，推進艙段(Thrust Section)推入巨倉。

- 2022年9月28日，推進艙段完成接合；下部箭體全部組裝完成'。

- 2022年10月21日，下部箭體被起吊至運輸支架上。隔日凌晨，已組裝完成的上部箭體亦被起吊；與前者完成接合。"助推器-9"組裝完成。

--地面測試階段--
- 2022年12月16日，"助推器-9"推出巨倉；並運抵發射場等待測試。

- 2022年12月21日，完成首次雙儲罐的低溫加壓測試(分開進行)。

- 2023年1月10日，吊離測試台並運回生產基地安裝發動機。

- 2023年7月18日，發動機安裝完成。推出巨倉，轉移至展示區停放。

- 2023年7月20日上午，從展示區轉移至發射場；同日深夜，由機械臂起吊至發射台，預備測試。

- 2023年7月23日，完成首次低溫加壓測試。

--發射前測試--
- 2023年8月4日，完成首次全發動機渦輪啟動測試(Spin Prime Test)。

- 2023年8月6日，在冷卻水系統作用下，完成首次全發動機靜態點火測試。原定測試時長為5秒，因4具發動機異常並關閉而縮短為2.74秒。

- 2023年8月7日，由機械臂起吊至運輸車上運回生產基地，抵達後被推入巨倉內檢修並加裝熱分離裝置(Hot Staging)。

- 2023年8月19日，SpaceX發布了"助推器-9"於巨倉內安裝完熱分離裝置的照片。

- 2023年8月23日，"助推器-9"推出巨倉運抵發射場；並由機械臂起吊至發射台上。同日傍晚，完成一次全發動機渦輪啟動測試(Spin Prime Test)。

- 2023年8月25日，完成第二次全發動機靜態點火測試。此次測試中，33具發動機均順利點燃；結束前最後一刻有2具發動機異常而關閉。

- 2023年9月5日，與"星艦-25"完成對接，預備最後測試。

- 2023年9月14日，機械臂將"星艦-25"與"助推器-9"分離，將分別安裝"飛行終止系統"(FTS)所需的炸藥。

- 2023年9月21日，熱分離環因不明原因被移除。

--發射計劃延後--
- 2023年9月15日，由於FAA公布需重新進行環境評估，並表示在完成前不會批准發射；因此，此次發射恐將延後至不早於10月底。

- 2023年9月20日，起重機將熱分離環(Hot Staging Ring)拆卸。

--成功發射/空中解體--
- 2023年11月28日，執行第二次軌道飛行測試，升空201秒，與"星艦-25"完成熱分離後31秒，內圈13具發動機因重啟失敗(其中一具爆炸)而無法執行返回點火；最後於升空232秒後自毀解體。

B10/ 助推器-10 （徹底損毀）
--建造階段--
- 2022年7月15日，尾部穹頂(Aft. Dome)出現在生產基地；"助推器-10"開始建造。為第4架改良版助推器。

- 2022年7月16日，通用穹頂艙段(Common Dome Section)推出1號棚廠。

- 2022年7月20日，尾部穹頂艙段(Aft. Dome Section)推出棚廠；並完成翻轉。

- 2022年8月16日，上部穹頂(Fwd. Dome)推出棚廠，並完成翻轉。

--組裝階段--
- 2022年8月26日，拉伸成型的新型穹頂與通用穹頂艙段(Common Dome Section)接合並完成翻轉。

- 2022年10月10日，巨倉內的一節3層鋼環的甲烷儲罐艙段，被起吊至旋轉式焊接平台上。

- 2022年10月17日，一節6層鋼環組成的艙段；與焊接平台上的另一節艙段完成接合。

- 2022年12月27日，低溫液態甲烷的下導管(Downcomer)完成吊裝[196]。此時的下部箭體已大致成形，僅剩推進艙段(Thrust Section)尚待安裝。

- 2023年1月6日，上部穹頂艙段被目擊在巨倉中移動，可見柵格翼已完成安裝。

- 2023年1月21日，上部穹頂艙段推出中倉，高度已有11層鋼環。

- 2023年2月22日，推進艙段(Thrust Section)推入巨倉。

- 2023年2月25日，尚未組裝的推進艙段被移出巨倉；隨後推回1號棚廠內。

- 2023年3月23日深夜，上半部箭體推入巨倉；同日與下半部箭體完成總裝，"助推器-10"組裝完成。

- 2023年5月27日，"助推器-10"推出巨倉，隨後轉移至展示區停放。

- 2023年7月7日，"助推器-10"被轉移至"Massey's Site"測試場，預備進行低溫壓力測試。

--地面測試階段--
- 2023年7月18日上午，完成首次低溫壓力測試。

- 2023年9月13日，完成甲烷儲罐低溫壓力測試。

- 2023年9月14日，完成液氧儲罐低溫壓力測試。

- 2023年9月19日，運回生產基地並推入巨倉。

- 2023年9月20日，起吊至發動機安裝平台上，預備安裝發動機。

--成功發射/高速墜海損毀--
- 2024年3月14日，執行第三次軌道飛行測試。於返回過程中姿態出現不正常滾轉；再加上推進劑管道堵塞使發動機的輸出推力過低；最終導致助推器因無法減速而高速墜海解體。

B11/ 助推器-11 （徹底損毀）
--建造階段--
- 2023年3月7日，上部穹頂艙段(Fwd. Dome Section)出現在生產基地；"助推器-11"開始建造。為第5架改良版助推器。

--組裝階段--
- 2023年3月24日，其中1節液氧艙段及通用穹頂艙段(Common Dome Section)先後推入巨倉。同日上午，另外3節液氧艙段也先後推入巨倉，並於同日起吊至焊接平台上完成接合。

- 2023年4月28日，推進艙段(Trust Section)推入巨倉，同日下午與液氧艙段接合。液氧艙段組裝完成。

- 2023年5月20日，液態甲烷艙段組裝完成。

- 2023年5月24日，4片柵格翼完成安裝。

- 2023年6月2日，液態甲烷(上半部)與液氧(下半部)兩艙段完成接合，"助推器-11"組裝完成。

- 2023年6月24日，"助推器-11"被推出巨倉，並轉移至展示區停放。

--成功發射/濺落海面沉沒--
- 2024年6月6日，執行第四次軌道飛行測試。成功返回並透過虛擬塔(Virtual Tower)方式，與陸上的發射塔同步進行機械臂捕捉的模擬演練；最後成功軟濺落並按預定計畫沉入墨西哥灣。

- 2024年9月27日，部分推進段殘骸被打撈並運回基地並存放於"Massey's Site"測試場。

B12/ 助推器-12 （檢修中）
--建造階段--
- 2023年5月30日，首個液氧艙段出現在生產基地；可證明"助推器-12"已開始建造。為第6架改良版助推器。

--組裝階段--
- 2023年6月1日，通用穹頂艙段(Common Dome Section)推出棚廠，轉移至巨倉附近；隨後就被推入巨倉，與第一節液氧艙段完成接合。

- 2023年6月3日，第二節液氧艙段完成接合。

- 2023年6月8日，第三節液氧艙段完成接合。

- 2023年6月13日，第四節液氧艙段完成接合，此時的高度約已有20層鋼環。

- 2023年6月15日，甲烷導流管(Transfer Tube)完成吊裝；頂部穹頂艙段(Fwd. Dome Section)及一節液態甲烷艙段推入巨倉，預備接合。

- 2023年6月20日，尾部的推進艙段(Thrust Section)推入巨倉並起吊至焊接平台上。

- 2023年8月28日，已組裝完成的甲烷儲罐艙段，與同樣組裝完成的液氧儲罐艙段接合；"助推器-12"完成組裝。

B13/ 助推器-13 （組裝中）
--建造階段--
- 2023年8月30日，多組甲烷儲罐艙段部件出現在巨倉前的艙段存放區，代表"助推器-13"已開始建造。為第7架改良版助推器。

- 2023年9月1日，通用穹頂艙段(Common Dome Section)被移動至巨倉前。

--組裝階段--
- 2023年9月5日，通用穹頂艙段及一節液氧儲罐艙段(LOX Tank Section)先後推入巨倉，兩者於同日完成接合；標誌著助推器-13"進入組裝階段。

## 星艦系統軌道級飛行紀錄
| 飛行次序 | 時間（UTC） | 原型機編號(超級重型&星艦) | 改良版發動機數量 | 超級重型專屬發動機數量 | 試飛地點     | 試飛高度       | 試飛時間 | 結果     |
| -------- | --- | ------------------------- | ---------------- | ---------------------- | ------------ | -------------- | -------- | -------- |
| 1        | 2023年4月20日 | Booster 7&Ship-24         | 13               | 20                     | 德州博卡奇卡 | 39公里         | 4分鐘    | 任務失敗 |
| 1        | 首次飛行測試(取代B4)。成功升空。助推器發動機失效，於發射後4分鐘失控自毀。                                                |                           |                  |                        |              |                |          |          |
| 2        | 2023年11月18日 | Booster 9&Ship-25         | 13               | 20                     | 德州博卡奇卡 | 軌道級飛行測試 | 未知     | 部份成功 |
| 2        | 第二次飛行測試。首次熱分離成功後，助推器反推點火失敗自毀；星艦則入軌後不久，於燃料排放時發動機艙起火導致斷訊自毀。       |                           |                  |                        |              |                |          |          |
| 3        | 2024年3月14日 | Booster 10&Ship-28        | 13               | 20                     | 德州博卡奇卡 | 準軌道飛行測試 | 未知     | 部份成功 |
| 3        | 第三次飛行測試。助推器於反推點火階段，因多數發動機重啟失敗而高速墜海；星艦巡航至印度洋上空返回時姿態失控在大氣層中解體。 |                           |                  |                        |              |                |          |          |
| 4        | 2024年6月6日 | Booster 11&Ship-29        | 13               | 20                     | 德州博卡奇卡 | 準軌道飛行測試 | 未知     | 成功     |
| 4        | 第四次飛行測試。助推器成功濺落於墨西哥灣並按預定計畫沉沒；星艦則巡航至印度洋上空返回並成功濺落於印度洋面。               |                           |                  |                        |              |                |          |          |
| 5        | 2024年10月13日 | Booster 12&Ship-30        | 13               | 20                     | 德州博卡奇卡 | 準軌道飛行測試 | 未知     | 成功     |
| 5        | 第五次飛行測試。助推器返回發射場並以機械臂成功捕捉；星艦則巡航至印度洋上空返回並成功濺落於印度洋面。                     |                           |                  |                        |              |                |          |          |

### 助推器7&星艦24(B7S24)
- 2022年6月13日，美国聯邦航空總署(以下簡稱FAA)有條件通過了對發射場的計畫環境評估(PEA，Final Programmatic Environmental Assessment)；軌道發射將因此順延至7月份。

- 2022年7月11日，"助推器-7"在渦輪啟動測試中的爆炸事故受損，使得計劃再度後延。

- 2022年10月，由於馬斯克承諾會在年底前將首艘星艦送入軌道，因此，發射時間只能推斷會於11~12月間進行。

- 2022年12月，由於發射場的地面設施尚未完善；且發射平台及發射塔內部的施工及相關測試仍在進行中；因此，發射時間只可能是明年初。

- 2023年1月7日，馬斯克透露，首次軌道飛行測試將大概率落在2月底到3月份之間。

- 2023年1月10日，再度進行對接測試。

- 2023年1月12日，SpaceX在表示，接下來幾週到數月將進入發射前測試(Prelaunch Testing)階段。

- 2023年1月16日，完成一次發動機預冷測試。

- 2023年1月23日，完成首次濕式演練。

- 2023年2月9日，"助推器-7"完成首次31具發動機的靜態點火測試。

- 2023年3月16日，馬斯克表示，若能盡快取得FAA的飛行許可；SpaceX最快能在4月份展開軌道飛行測試。

- 2023年4月3日，"助推器-7"進行發射前的最後一次低溫加壓測試；"星艦-24"也已從生產基地運至測試場待命。

- 2023年4月5日，博卡奇卡基地所在的卡梅倫縣(Cameron County)政府發布公告，表示SpaceX暫定於美中時間10~12日任一天的8:00~20:00進行"非飛行測試活動"(Non Flight Testing Activity)。同日，"助推器-7"與"星艦-24"對接，預備發射前測試。

- 2023年4月7日，馬斯克表示，星艦系統已完成對接，準備好隔週發射；只等監管部門批准。

- 2023年4月10日，馬斯克表示，軌道飛行測試最慢會在4月的第3週結束前進行。

- 2023年4月11日，馬斯克表示，等待FAA批准期間，SpaceX團隊正為下週的飛行測試做準備；並且強調本週不會有發射演練。

- 2023年4月14日，FAA宣布已向SpaceX核發正式飛行許可；SpaceX也表示將依照原計畫，於4月17日上午7時進行軌道飛行測試。

- 2023年4月15日，安裝完"飛行終止系統"的"星艦-24"再度與"助推器-7"對接，預備17日的飛射。

- 2023年4月17日，助推器的增壓閥門因凍結故障，SpaceX於倒數11分鐘時宣布取消發射；倒數則繼續直到40秒時停止。並於之後的48小時，全部推進劑被回收。馬斯克表示，將於接下來數日內再度嘗試。

- 2023年4月20日，星艦系統以3具發動機未啟動的狀態升空。升空過程中，陸續有發動機爆炸或關閉，導致控制發動機向量及儲罐增壓的外掛液壓系統損毀，進而引發燃料供給及姿態控制異常。通過最大動壓區(MaxQ)後，由於失效的發動機都集中於一側；再加上多次增減推力，使先前因故障多次重啟的發動機及已經損毀的液壓系統不堪負荷，推力開始失衡。到達39公里高度時，"星艦-24"分離失敗，再加上推力失衡造成姿態失控滾轉；飛行終止系統因此被觸發，率先摧毀助推器，此時星艦才與前者僅存的殘骸分離，但因速度不足無法入軌也啟動了終止系統自毀。

### 助推器9&星艦25(B9S25)
- 2023年4月20日，首次軌道發射後，即便SpaceX曾表示會於數個月後再嘗試，但因發射台的混凝土基座崩塌；燃料場的2座冷卻水儲罐凹陷變形及1座液氧儲罐洩漏，另外還有其他設施受到不同程度損毀，第二次測試須待發射場徹底修復及FAA重新核准之後才會有進一步規劃。

- 2023年6月13日，馬斯克透露，第二次飛行測試計劃於6~8週後進行。

- 2023年8月16日，美國國土安全部向海岸警備隊發佈了一份通知文件，當中預告了8月31日將有影響後者於墨西哥灣水域作業的火箭發射活動；由此推測這大概率是星艦的第二次軌道發射。

- 2023年8月31日，裝載飛行終止系統(Flight Termination System)所需炸藥的卡車抵達發射場；等待濕式彩排(Wet Dress Rehearsal)後安裝。

- 2023年9月6日，馬斯克在X(前推特)上表示:"星艦已準備好發射，正在等待FAA核准"。

- 2023年9月15日，由於FAA認為SpaceX對發射場的改建(尤其是增設的冷卻水系統)，使得2022年的環境評估報告失去有效性，必須重新審核；另外，也將與美國魚類及野生動物管理局探討發射場周邊的瀕危物種保護問題。因此，FAA公開表示尚無法批准此次發射計劃。

- 2023年10月24日，完成首次濕式演練。

- 2023年11月18日，成功升空，此次全部33具發動機皆順利啟動。

- 2分50秒，到達75km高度，成功熱分離。星艦順利入軌；助推器則因液氧過濾器堵塞導致1具發動機失壓爆炸，而無法按計畫重啟13具發動機。

- 3分21秒，飛行中止系統觸發，助推器於94公里高空自毀。

- 8分7秒，星艦於發動機二次關閉(SECO)後，在排放剩餘液氧時引發尾艙段起火並且斷訊；最後觸發中止系統，在148km 高度、速度近20馬赫下自毀解體。

### 助推器10&星艦28(B10S28)
- 2024年3月15日，成功升空，全部33具發動機皆順利啟動。(本日為SpaceX 創立22周年)。

- 1分10秒，速度跨越音速，並通過Max Q (最大動壓區)。

- 2分50秒，到達73km高度，成功熱分離。星艦順利入軌；助推器發動機順利重啟，以返回預定濺落點。

- 3分40秒，助推器抵達濺落點上空，發動機陸續關閉，開始調整姿態返回。

- 5分21秒，助推器以垂直姿態開始下落。

- 6分6秒，4片柵隔翼開始做動，調整下落姿態。

- 6分47秒，助推器姿態失控偏轉。

- 7分0秒，預定重啟的中心13具反推發動機僅兩具點燃，助推器於海拔462米高度爆炸解體(中止系統未觸發)。

- 8分20~35秒，147公里高度巡航中的星艦，6具發動機陸續關閉。

- 16分11秒，貨艙門開啟。

- 30分0秒，貨艙門未能完全關閉。(根據SpaceX官網說明，貨艙門最後順利關閉；確切時間點未知)。

- 30分30秒，完成真空環境的推進劑轉移測試。原定的單發動機巡航測試被取消 (控制滾轉姿態的控制系統結冰，導致滾轉次數異常)。

- 45分0秒，下降至110km高度，開始調整姿態準備再入大氣層。

- 46分0秒，偏離預定路線開始失控滾轉。

- 46分17秒~47分20秒，歷經多次失控翻滾，最後以頭下腳上的狀態進入大氣層，並持續縱向翻滾。

- 48分40秒，與地面控制中心斷訊，遙測數據最後停留在高度65km、速度25707km/h 。

- 1小時0分40秒，由於無法從星鏈及NASA中繼衛星收到訊號，SpaceX判定"星艦-28"已損失。

## 猛禽火箭發動機測試/交付
- 全箭的測試始於子系统級，與大多數運載火箭一樣，採用火箭發動機部件測試，然後在地面測試設施中測試完整的發動機。

-- 第一代猛禽發動機 --
- 2014年5月，開始發動機的部件級測試。

- 2016年9月，首次進行全發動機测试。[197]

- 截至2017年9月，開發中的猛禽發動機在42個主要地面試驗台進行了共計1200秒的發動機點火測試，最長的測試為100秒。[26]

- 2020年8月18日，猛禽發動機在測試中達到了330巴（Bar）的室壓[198]，这是世界上现有最高的燃烧室压力。

- 2021年7月起運抵的發動機開始使用兩種新編號:

- RC(Raptor Center): 改良版海平面發動機，具備萬向節(Gimbal)及節流功能。
- RB(Raptor Boost): 超級重型專用發動機，移除萬向節及節流功能；推力增加至230噸。

-- 第二代猛禽發動機(Raptor Version 2 / Raptor 2) --
- 第二代猛禽發動機(下稱"二代猛禽")的推力將提升至230噸；室壓達到298~300巴，外型則會更簡潔緊湊。[199]

- 2021年10月24日，馬斯克表示，二代猛禽的推力將達到245噸；室壓也將來到321巴。

- 2021年12月18日，馬斯克在推特上證實，二代猛禽已經開始全發動機測試；未來將裝備於所有改良版星艦系統。

- 2022年1月底，數具原型機被發現安裝於新建的雙發動機測試台上；並已進行了數次點火測試。

- 2022年2月10日，SpaceX在官方推特上首次公布，編號"10"的二代猛禽發動機原型機，在測試平台上進行水平點火測試的影片。

- 2022年3月22日，馬斯克發文透露，4月份將出產39具量產型的"二代猛禽"；預計5月份用於首次軌道級飛行測試[200]

- 2022年7月15日，馬斯克表示，目前生產中的二代猛禽將以電力驅動方式進行向量作動；取代傳統的液壓作動，使助推器的重量減輕超過1噸。[201]

- 2022年7月24日，採用電力驅動向量的二代猛禽在麥格雷戈基地的測試台上；進行了首次試車及向量測試。

-- 第三代猛禽發動機(Raptor Version 3 / Raptor 3) -- 
- 2023年5月13日，馬斯克發文透露，第三代猛禽發動機已研發成功；並完成了熱試車，其推力及燃燒室壓力已經高達269噸、350巴。[202]

詳細猛禽發動機測試/交付記錄請見猛禽火箭發動機
- 2021年5月30日，馬斯克表示，為了因應未來星艦系統的需求；SpaceX已開始加快發動機的生產速度，目標是48小時/具。

- 2021年6月28日，第一具猛禽真空發動機運抵生產基地；後馬斯克證實將用於星艦-20。

- 2021年7月1日，三具全新海平面猛禽發動機運抵生產基地；推測將用於星艦-20。

- 2021年7月3日，RB3、4運抵生產基地。[203]

- 2021年7月3日，RC79運抵生產基地。

- 2021年7月4日，馬斯克表示，未來星艦的猛禽真空發動機數量將增加到6具。

- 2021年7月9日，RB5運抵生產基地。[204]

- 2021年7月10日，馬斯克表示，德州的發動機測試場附近，將興建1座第二代猛禽發動機的量產工廠。預計每天出廠2~4具。

- 2021年7月11日，RB6運抵生產基地。

- 2021年7月13日，"助推器-3"完成了RC57、59、62三具發動機的安裝，準備進行靜態點火測試。

- 2021年7月15日，RB11運抵生產基地。[205]

- 2021年7月20日，RB2運抵生產基地。[206]

- 2021年7月27日，SpaceX生產的第100具猛禽發動機---RB16出廠。[207]

- 2021年7月31日，3具真空發動機相繼運抵生產基地。

- 2021年8月1日，RB9、17、18、21、22同時運抵生產基地。

- 2021年8月2日，"助推器-4"全部29具發動機，在12小時內迅速完成安裝。

- 2021年8月3日，"星艦-20"的3具海平面及3具真空發動機也完成安裝。

- 2021年8月4日，馬斯克表示，猛禽真空發動機的膨脹比將升級到90:1。

- 2021年9月19日，數具海平面發動機；從發射場被運回生產基地。

- 2021年10月1日，RB29、RC80運抵生產基地。

- 2021年10月8日，RC58、RB26等數具海平面發動機準備運回測試基地。

- 2021年10月9日，多具海平面發動機被裝載上運輸車。

- 2021年10月10日，RVac-6真空發動機運抵生產基地。

- 2021年10月23日，RC32運抵生產基地。

- 2021年10月24日，RB30、32、33同時運抵生產基地。

- 2022年2月10日，預備馬斯克的專題演講；SpaceX特別將編號"5"的二代猛禽原型機運抵發射場。此為二代猛禽發動機的首次公開亮相。

- 2022年3月21日，馬斯克表示第一次星艦軌道測試將會使用二代猛禽發動機。

---二代猛禽發動機交付紀錄---
- 2022年3月30日，首批3具量產型二代猛禽發動機運抵生產基地。

- 2022年4月19日，編號SN-42的二代猛禽發動機運抵生產基地。

- 2022年4月21日，編號SN-51等3具二代猛禽運抵生產基地。

- 2022年4月28日，編號SN-45的二代猛禽運抵生產基地。

- 2022年5月13日，編號SN-66的二代猛禽運抵生產基地。

- 2022年5月19日，編號SN-63等2具二代猛禽運抵生產基地。

- 2022年5月24日，編號SN-74的二代猛禽運抵生產基地。

- 2022年5月28日，編號SN-62、77的2具二代猛禽運抵生產基地。

- 2022年7月22日，編號SN-48、66、80、95的4具二代猛禽運抵生產基地。

- 2022年7月29日，編號SN-50、109、116、120的4具二代猛禽運抵生產基地。